# Essen Hauptbahnhof
Essen Hauptbahnhof ist der wichtigste Bahnhof der Stadt Essen und gehört zu den 21 Bahnhöfen der höchsten Preisklasse von DB Station&Service. Er ist Systemhalt für den Fernverkehr und bedeutsam im Regional- und S-Bahn-Verkehr. Daneben ist er der zentrale Verknüpfungspunkt für den öffentlichen Personennahverkehr in Essen. Mit täglich insgesamt rund 152.000 Reisenden und Besuchern ist er einer der meistfrequentierten Fernbahnhöfe der Deutschen Bahn. Zudem fungiert der Hauptbahnhof als Bindeglied zwischen der Essener Innenstadt mit Anbindung an die Fußgängerzone Kettwiger Straße und den Dienstleistungszentren im Südviertel.
Das heutige Gebäude wurde nach dem Zweiten Weltkrieg zum Ende der 1950er Jahre fertiggestellt. Es ersetzt einige Vorgängergebäude.

## Bahnhofsanlage
Essen Hauptbahnhof ist ein Trennungsbahnhof, dessen Bahnsteige einzelne Bahnsteigüberdachungen besitzen. Zusätzlich zu den Durchgangsgleisen verfügt der Bahnhof auch über einige Stumpfgleise für den Verkehr mit Gelsenkirchen – Haltern, Hagen sowie Borken.
Quer und mittig unterhalb der Gleisanlagen befindet sich die Bahnhofshalle auf zwei Ebenen, die durch Treppen, Rolltreppen und Aufzüge miteinander verbunden sind. Auf der unteren Ebene befinden sich Geschäfte und südlich außerhalb der Empfangshalle das Reisezentrum, auf beiden Ebenen außerdem Gastronomie. Die untere Ebene ermöglicht den Durchgang von der nördlich des Bahnhofes gelegenen Innenstadt in das Südviertel. Die obere Ebene dient dem Zugang zu den bzw. dem Umstieg zwischen den Gleisen. Ein direkter Zugang zu den Bahnsteigen ist von der unteren Ebene per Aufzug möglich. Ein Fußgängertunnel im östlichen Bahnhofsteil ermöglicht neben dem Gleiszugang ebenfalls den Durchgang von der Innenstadt ins Südviertel. Ein zweiter Fußgängertunnel im westlichen Bahnhofsteil verbindet einen Teil der Gleise mit dem Ausgang zum Südviertel und zur parallel und westlich der Bahnhofshalle verlaufenden Straße Am Hauptbahnhof.
Südlich des Bahnhofs und unterhalb des Platzes Freiheit befindet sich auf zwei unterirdischen Ebenen (Verteilerebene und darunter vier Gleise) der gleichnamige U-Bahnhof für die Straßenbahnen und Stadtbahnen der örtlichen Nahverkehrsgesellschaft Ruhrbahn.
Um Sicherheit im Bahnhof zu gewährleisten, unterstützt die Bundespolizei mit eigener Wache die Mitarbeiter der DB Sicherheit GmbH.

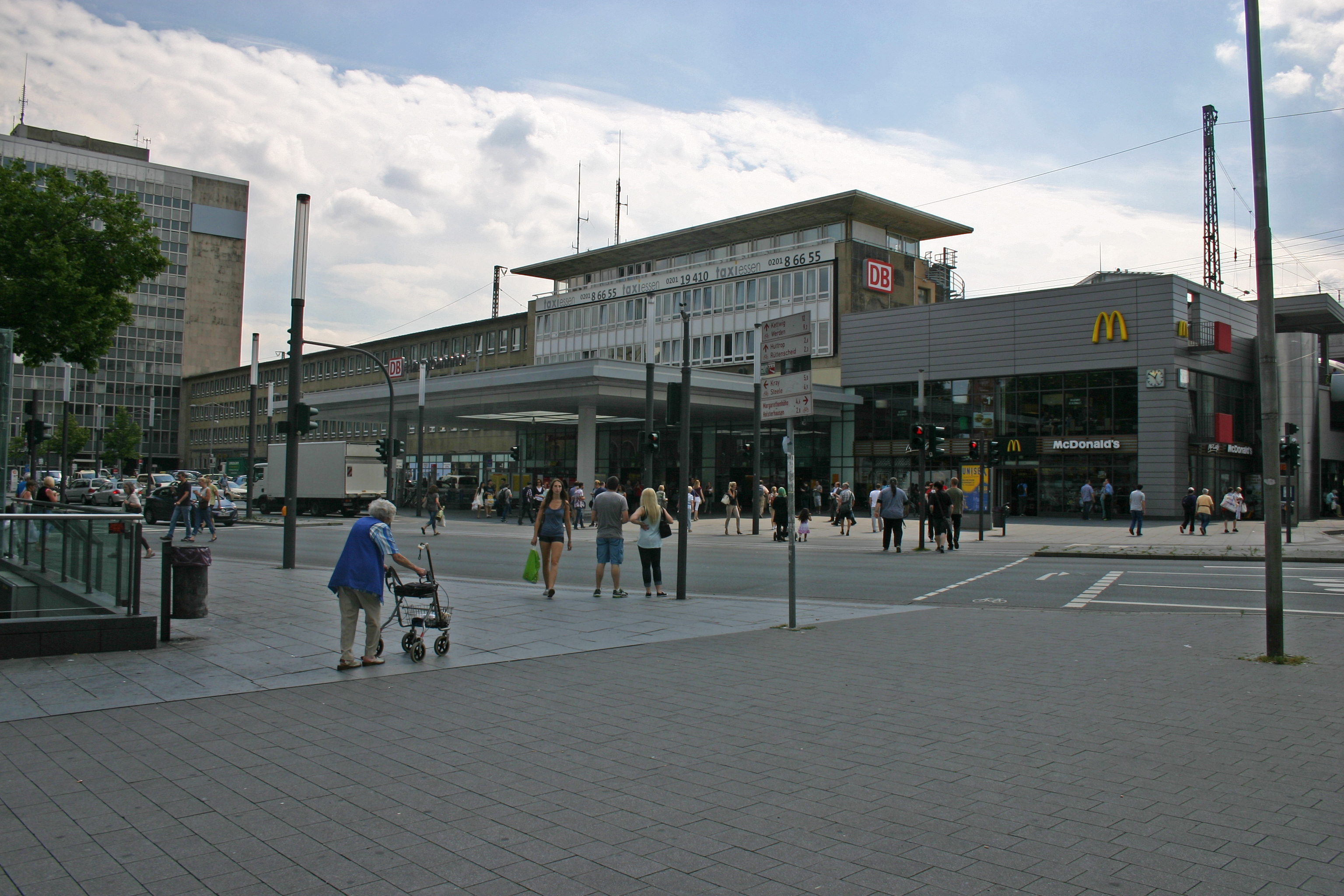
Haupteingang Nordseite, 2014
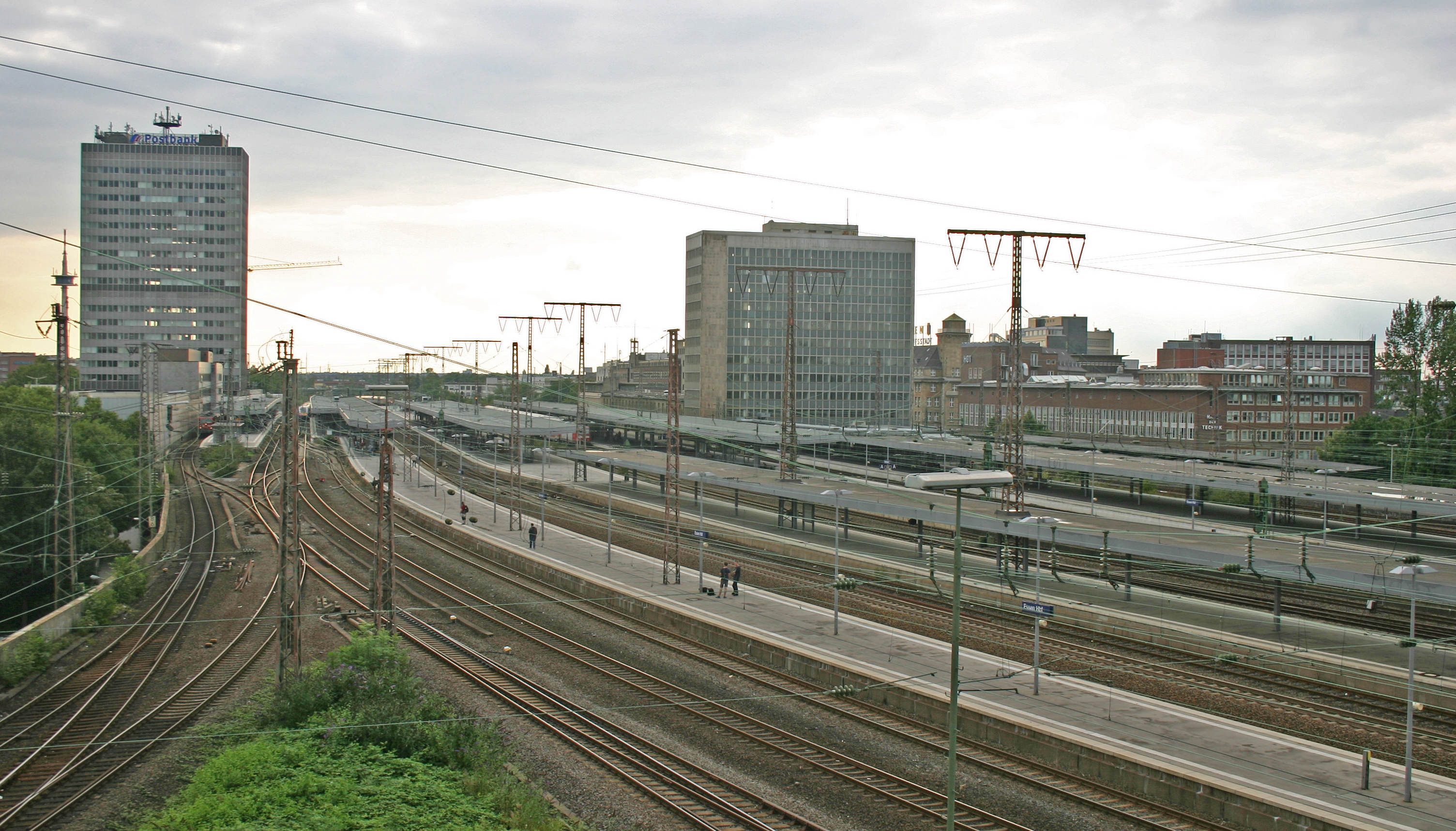
Übersicht Gleisanlage, Blick von Osten
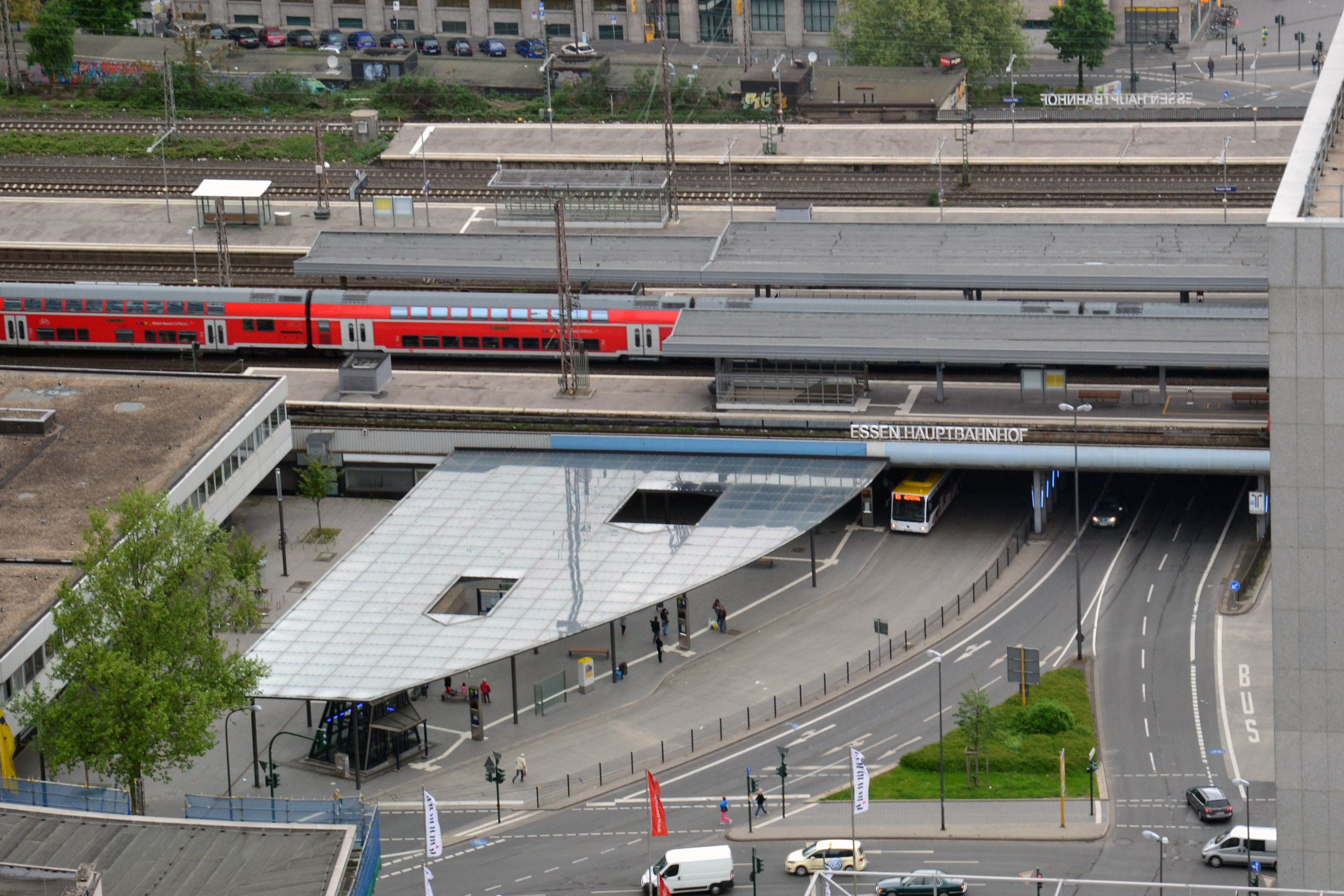
Südseite
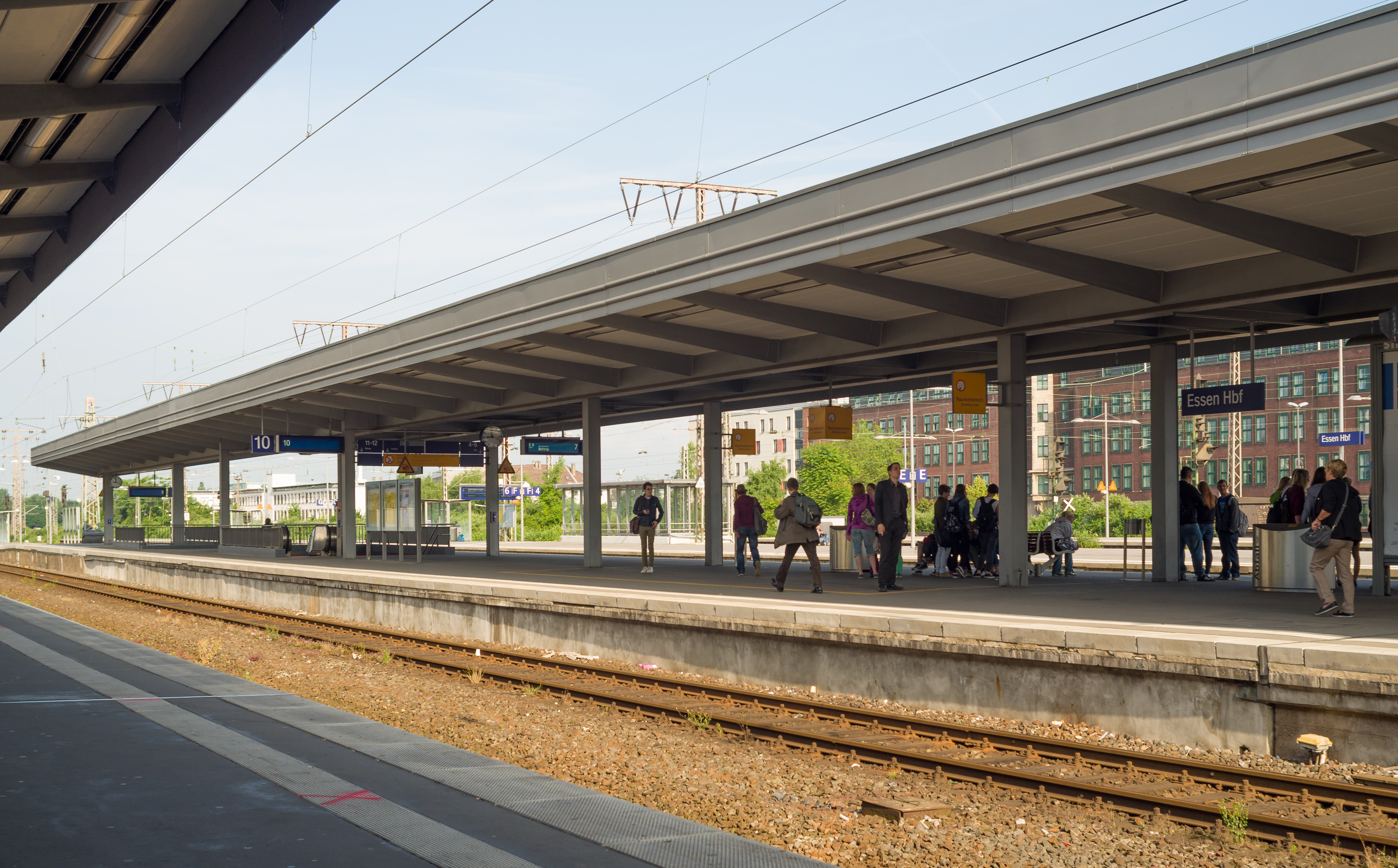
Bahnsteig und Gleise
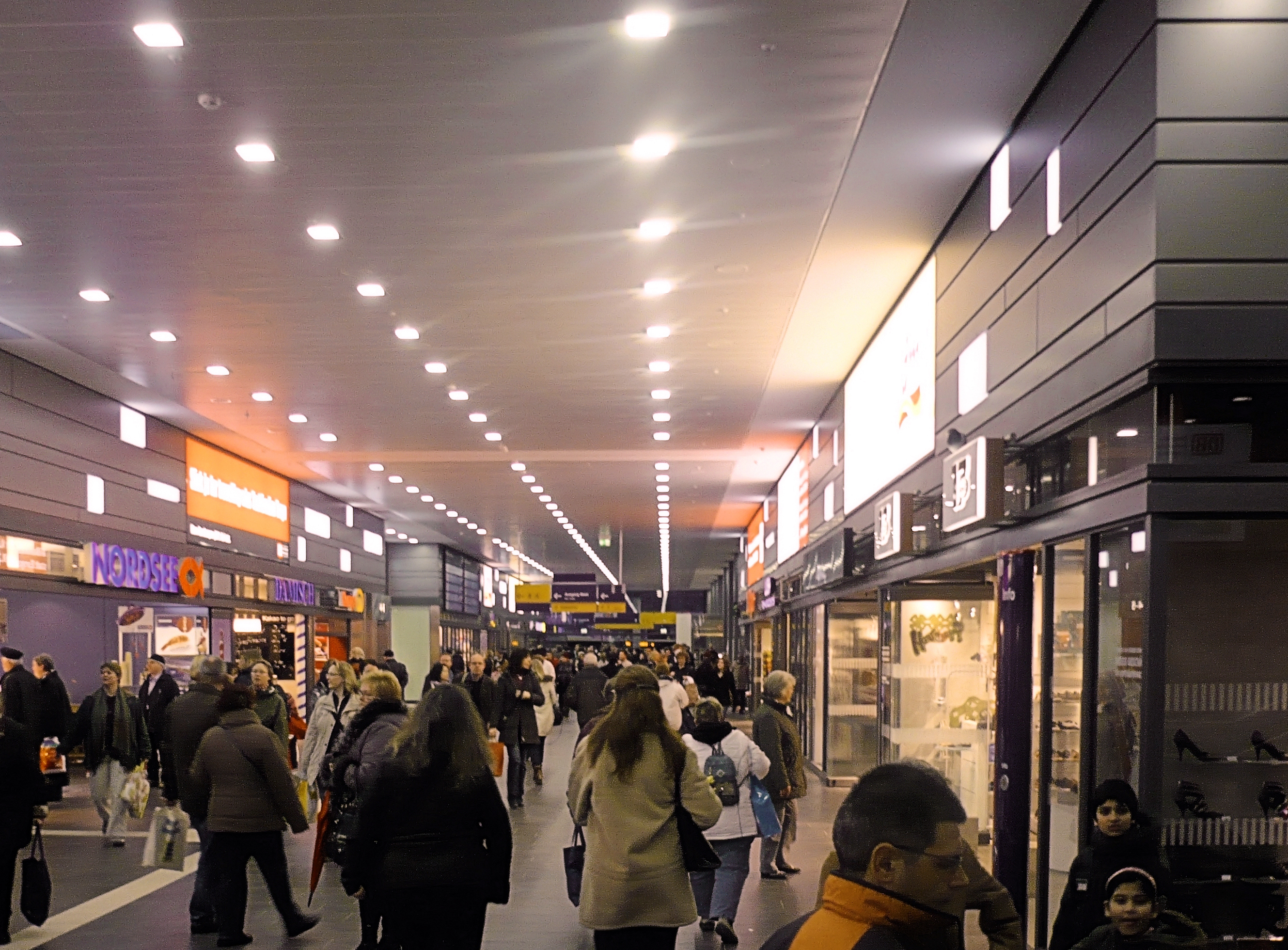
Empfangshalle
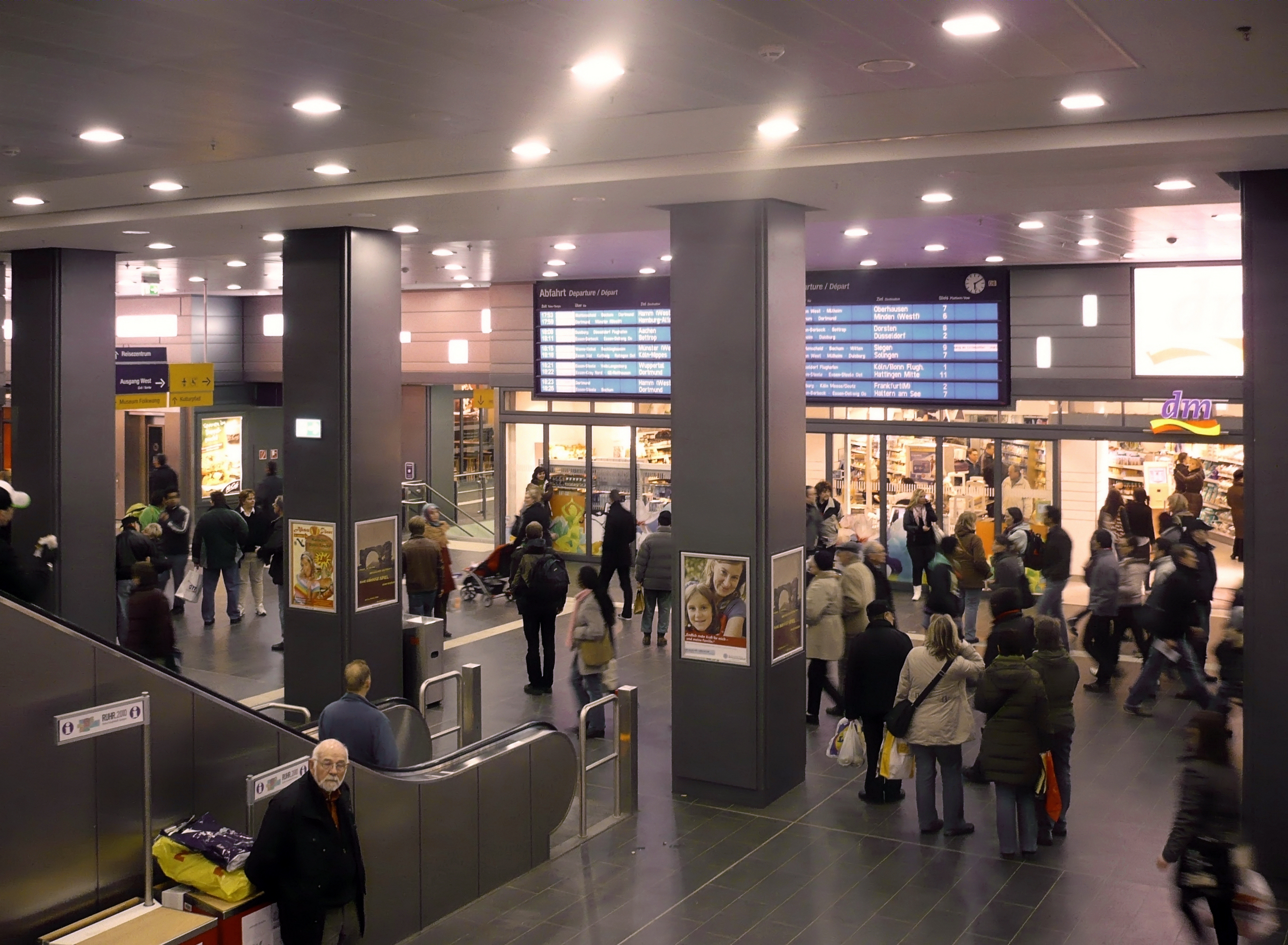
Empfangshalle mit Anzeigetafel

### Bahnsteige und Gleise

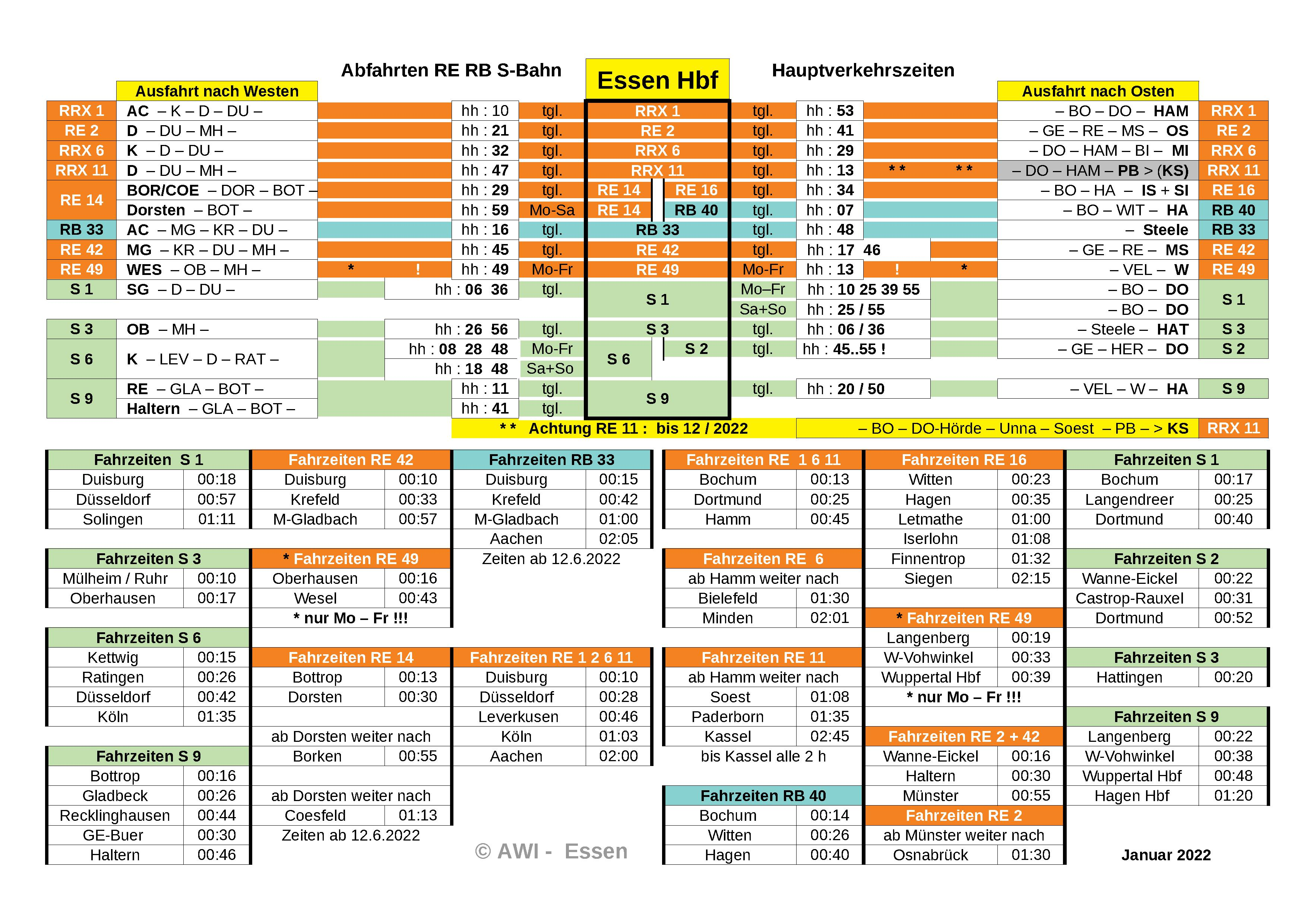
Abfahrtszeiten der RE, RB und S-Bahnen 2022

Insgesamt hat der Essener Hauptbahnhof 14 Gleise, davon acht durchgehende mit und eines ohne Bahnsteiganschluss. Dazu kommen fünf Kopfgleise. Die fünf Bahnsteige haben zusammengenommen eine Fläche von 24.798 Quadratmetern und sind seit dem Umbau 2008 durch öffentliche Aufzüge barrierefrei erreichbar (wobei die Nutzung von Gleis 21/22 mit einem Umweg über den Lift am Ostzugang verbunden ist). Der Bahnsteig an Gleis 4/6 besitzt eine Länge von 667 Metern und ist damit der längste Bahnsteig Deutschlands. Die Bahnsteige der Gleise 7, 10, 11 und 12 weisen Höhen von 96 cm auf, um einen ebenerdigen Einstieg in die dort verkehrenden S-Bahn-Triebwagen zu bieten. Die übrigen Bahnsteige sind 76 cm hoch.
Gleis 3 besitzt keinen Bahnsteiganschluss, da es ein Durchfahrgleis für Güterzüge ist.
| Bahnsteig | Gleis    | Linie/Richtung |
| --------- | -------- | --- |
| 1         | 1        | von Gelsenkirchen IC RE nach Duisburg (primär) von Dortmund IC/ICE RE nach Duisburg (sekundär)                                                          |
| 1         | 2        | von Dortmund IC/ICE RE nach Duisburg (primär) von Gelsenkirchen IC RE nach Duisburg (sekundär)                                                          |
| 2         | 4        | IC RE Duisburg – Gelsenkirchen (primär) IC/ICE RE Duisburg – Dortmund (sekundär)                                                                        |
| 2         | 5 (K-O)  | |
| 2         | 6        | IC/ICE RE Duisburg – Dortmund (primär) IC RE Duisburg – Gelsenkirchen (sekundär)                                                                        |
| 3         | 7        | S 1 nach Solingen S 3 nach Oberhausen S 9 nach Bottrop und Haltern am See/Recklinghausen RE 49 nach Wesel RB 33 nach Aachen (nicht abends und sonntags) |
| 3         | 8 (K-W)  | S 9 nach Bottrop (früh morgens / spät abends) RE 14 nach Borken und Coesfeld (Westf.) RB 33 nach Aachen (abends und sonntags)                           |
| 3         | 9 (K-O)  | S 1 von und nach Dortmund (wochentags) RE 16 von und nach Iserlohn (Wochenende) RB 40 von und nach Hagen                                                |
| 3         | 10       | S 1 von und nach Dortmund (wochentags) RE 16 von und nach Iserlohn (wochentags) RE 42 nach Mönchengladbach und nach Münster                             |
| 4         | 11       | S 1 nach Dortmund S 3 nach Hattingen S 9 nach Wuppertal und Hagen RB 33 nach Essen-Steele (nicht abends und sonntags) RE 49 nach Wuppertal              |
| 4         | 12       | S 6 von und nach Köln-Nippes |
| 5         | 21 (K-O) | S 2 von und nach Gelsenkirchen und Dortmund |
| 5         | 22 (K-O) | RE 42 von und nach Münster |

Legende:

### Weitere Einrichtungen

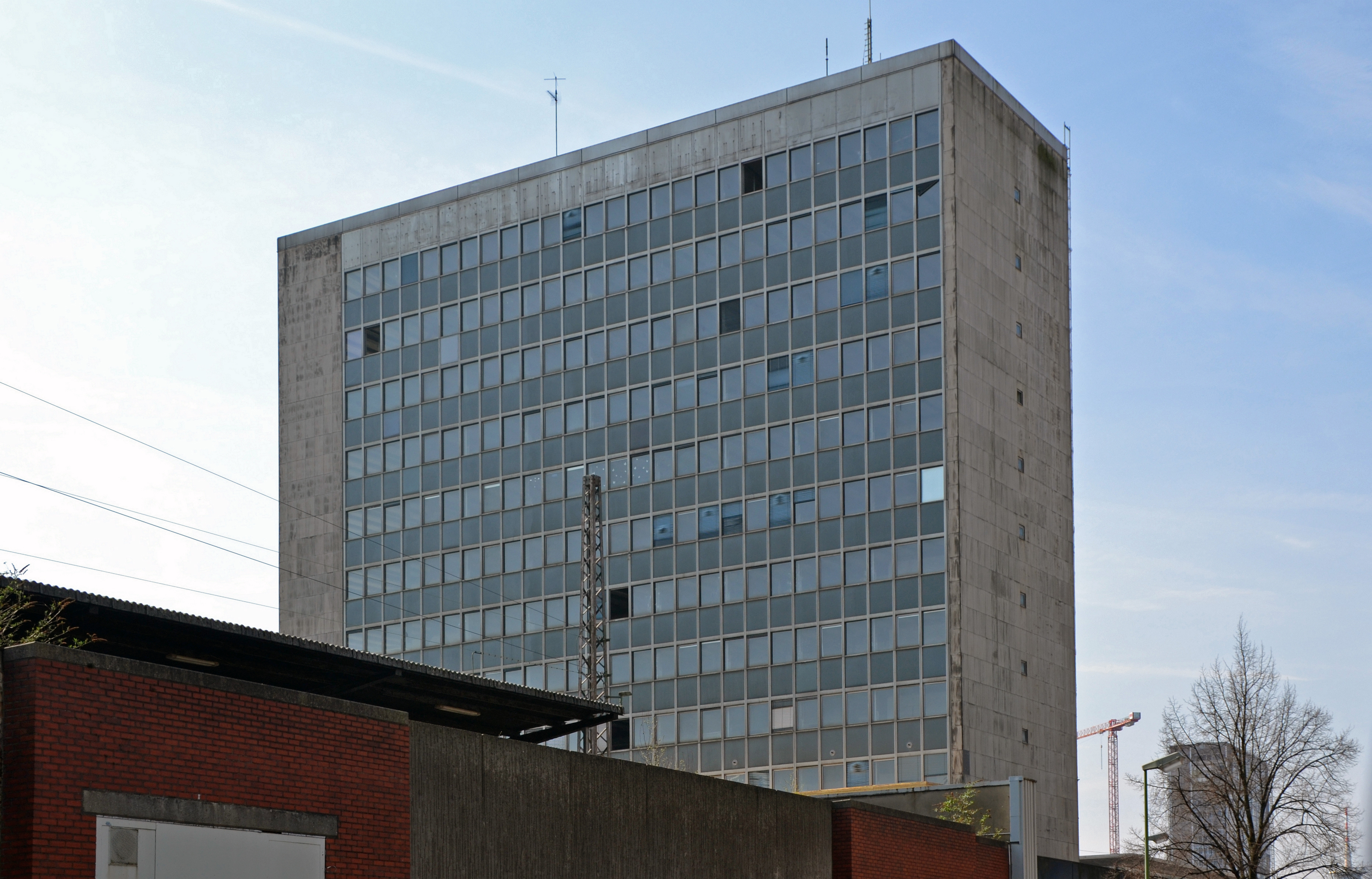
Ehemaliges Verwaltungsgebäude der Deutschen Bahn, errichtet auf einem Atombunker

Heute hat der Essener Hauptbahnhof 5700 Quadratmeter reine Verkaufsfläche, das sind 2000 Quadratmeter mehr als vor dem Umbau 2008/2009.
Vor Beginn des Umbaus im Jahr 2008 boten in der Empfangshalle und im oberen Verknüpfungstunnel auf rund 14.000 Quadratmeter Gesamtfläche unter anderem 34 Geschäfte und Gastronomiebetriebe ihre Dienste an. Insgesamt waren rund 9000 Quadratmeter vermietet. Neben dem Reisezentrum standen insgesamt 31 Fahrscheinautomaten zur Verfügung, außerdem gab es 420 Schließfächer. In unmittelbarer Nähe standen 94 Parkplätze und rund 200 Fahrradparkplätze zur Verfügung.(Stand 14. August 2008)
An der Nordseite des Hauptbahnhofes wurde in den 1960er-Jahren ein rund 40 Meter hohes DB-Verwaltungsgebäude errichtet, dessen Eigentümer zuletzt der von der Deutschen Bahn gegründete Immobilienentwickler Aurelis war. Letzter Mieter des Hauses war die Eisenbahn- und Verkehrsgewerkschaft (EVG), die im Januar 2012 aufgrund von Mängeln beim Brandschutz auszog. Seitdem stand das Gebäude leer. Nachdem eine Kernsanierung des Hauses wirtschaftlich und technisch nicht in Betracht gekommen war, wurde ein Abrissantrag genehmigt. Dieser Abriss erfolgte im Jahr 2017. Als Fundament des Verwaltungsgebäudes diente der ehemalige Atombunker, der sich seit Anfang der 1960er Jahre unter dem ehemaligen DB-Hochhaus befand. Seine offizielle Bezeichnung lautete BA Befehlsstelle Essen Hauptbahnhof. Er sollte mit Kommandostand im Kriegsfall in der Zeit des Kalten Krieges die Eisenbahn-Infrastruktur im Direktionsbereich so weit wie möglich aufrechterhalten. Die Bunkergrundfläche deckt sich nahezu mit der des einst darauf befindlichen DB-Verwaltungsgebäudes. Rund drei Meter dicke Betonwände und -decken des über zwei Etagen verlaufenden Bunkers sollten ausreichend Schutz bieten. Die untere Etage in etwa 16 Meter Tiefe sollte als Versorgungsebene mit großen Frischwassertanks, Küche, Toiletten und Dieselaggregaten dienen. Ein Tunnel verbindet den Bunker mit der gegenüberliegenden Hauptpost. Ebenfalls auf diesem Bunker als Fundament wurde das etwa 50 Meter hohe Hotel Premier Inn errichtet. Am 5. März 2020 fand das Richtfest im Beisein von Oberbürgermeister Thomas Kufen statt, im Mai des Jahres folgte die Eröffnung.

## Linien
Täglich bedienen nach DB-Angaben 123 Fernverkehrszüge, 198 Nahverkehrszüge und 403 S-Bahnzüge den Bahnhof (Stand 2010).

### Fernverkehr
Der Essener Hauptbahnhof ist Bahnhof des Fernverkehrs der Deutschen Bahn und wird im Fahrplanjahr 2024 von Zügen unten genannter Fernverkehrslinien bedient. Zusätzlich gibt es seit dem 29. August 2011 eine Verbindung des Hochgeschwindigkeitszugs Eurostar über Düsseldorf–Köln–Aachen und Brüssel nach Paris (unten als EST 80 aufgeführt). Hinzu kamen Verbindungen des Flixtrains zwischen Köln und Berlin.
| Linie  | Fahrtverlauf |                        |
| ------ | --- | ---------------------- |
| ICE 10 | Berlin Ostbf – Wolfsburg – Hannover – Bielefeld – Hamm (Westf.) – Dortmund – Bochum – Essen – Duisburg – Düsseldorf                                                                         | 60 min                 |
| ICE 14 | (Ostseebad Binz – Stralsund – Greifswald –) Berlin – Wolfsburg – Hannover – Herford – Bielefeld – Gütersloh – Hamm (Westf.) – Dortmund – Bochum – Essen – Duisburg – Düsseldorf – Köln      | einzelne Züge          |
| ICE 32 | Dortmund – Essen – Duisburg – Düsseldorf – Köln – Koblenz – Mannheim – Stuttgart | einzelne Züge          |
| ICE 39 | Hamburg – Osnabrück – Münster – Essen – Duisburg – Düsseldorf – Köln | 120 min                |
| ICE 41 | Dortmund – Bochum – Essen – Duisburg – Düsseldorf – Köln – Frankfurt (Main) – Würzburg – Nürnberg – München                                                                                 | 60 min                 |
| ICE 42 | (Kiel – Neumünster –) Hamburg – Bremen – Osnabrück – Münster – Dortmund – Bochum – Essen – Duisburg – Düsseldorf – Köln – Frankfurt (Main) Flughafen – Mannheim – Stuttgart – München       | einzelne Züge          |
| ICE 43 | (Ostseebad Binz –) Hamburg – Bremen – Münster – Dortmund – Bochum – Essen – Duisburg – Düsseldorf – Köln – Frankfurt (Main) Flughafen – Mannheim – Karlsruhe – Offenburg – Freiburg – Basel | 120 min                |
| ICE 47 | Dortmund – Essen – Duisburg – Düsseldorf – Köln – Frankfurt Flughafen – Mannheim – Stuttgart – Ulm – Augsburg – München                                                                     | 120 min                |
| ICE 91 | Hamburg –Bremen – Münster – Dortmund – Essen – Duisburg – Wuppertal – Köln – Bonn – Koblenz – Mainz – Frankfurt am Main – Würzburg – Nürnberg – Regensburg – Passau – Linz – Wien Hbf       | 240 min                |
| EST 80 | Paris-Nord – Bruxelles-Midi/Brussel-Zuid – Liège-Guillemins – Aachen – Köln – Düsseldorf – (Düsseldorf Flughafen –) Duisburg – Essen (– Dortmund)                                           | einzelne Züge          |
| IC 39  | Westerland (Sylt) – Niebüll – Itzehoe – Hamburg – Münster (Westf) – Essen – Duisburg – Düsseldorf – Köln                                                                                    | zwei Zugpaare          |
| IC 51  | (Düsseldorf / Köln) – Essen – Kassel – Eisenach Hbf – Gotha – Erfurt Hbf – Weimar – Jena West – Jena-Göschwitz – Gera Hbf                                                                   | zwei Zugpaare          |
| IC 51  | Köln Hbf – Düsseldorf Hbf – Essen – Dortmund Hbf – Bebra – Eisenach Hbf – Erfurt Hbf – Weimar – Leipzig Hbf                                                                                 | zwei Zugpaare (Fr, So) |
| FLX 20 | Hamburg – Hamburg-Harburg – Bremen – Osnabrück – Münster – Gelsenkirchen – Essen – Duisburg – Düsseldorf – Köln                                                                             | einzelne Züge          |
| FLX 30 | Berlin Südkreuz – Berlin – Berlin-Spandau – Wolfsburg – Hannover – Bielefeld – Dortmund – Essen – Duisburg – Düsseldorf – Köln                                                              | einzelne Züge          |

Einzelne, über die gewöhnlichen Laufwege der Linien hinausführende Züge sind, ebenso wie Verstärkungszüge am Wochenende, nicht aufgeführt.
Mit dem Fahrplanwechsel im Dezember 2007 verlor der Essener Hauptbahnhof die Halte der Nachtzüge, City Night Line nach Wien und EuroNight „Jan Kiepura“ nach Warschau (mit Kurswagen nach Minsk und Moskau).

### Regionalverkehr
In Essen Hauptbahnhof halten im Fahrplanjahr 2022 acht Regional-Express-Linien, zwei Regionalbahn-Linien sowie fünf Linien der S-Bahn Rhein-Ruhr.
| Linie       | Fahrtverlauf | Takt                                             | Betreiber        |
| ----------- | --- | ------------------------------------------------ | ---------------- |
| RE 1 (RRX)  | NRW-Express: Aachen Hbf – Aachen-Rothe Erde – Eilendorf (ein Zugpaar) –Stolberg (Rheinl) Hbf – Eschweiler Hbf – Langerwehe – Düren – Horrem – Köln-Ehrenfeld – Köln Hbf – Köln Messe/Deutz – Köln-Mülheim – Leverkusen Mitte – Düsseldorf-Benrath – Düsseldorf Hbf – Düsseldorf Flughafen – Duisburg Hbf – Mülheim (Ruhr) Hbf – Essen Hbf – Wattenscheid – Bochum Hbf – Dortmund Hbf – Dortmund-Scharnhorst (nicht stündlich, im Wechsel mit Nordbögge) – Dortmund-Kurl – Kamen-Methler – Kamen – Bönen-Nordbögge (nicht stündlich, im Wechsel mit Dortmund-Scharnhorst) – Hamm (Westf) Hbf Stand: Fahrplanwechsel Dezember 2023 | 60 min                                           | National Express |
| RE 2        | Rhein-Haard-Express: Osnabrück Hbf – Hasbergen – Natrup-Hagen (zweistdl.) – Lengerich (Westf) – Kattenvenne (zweistdl.) – Ostbevern – Westbevern – Münster (Westf) Hbf – (Münster-Albachten – Senden-Bösensell – Nottuln-Appelhülsen – Buldern –)* Dülmen – (Sythen –)* Haltern am See – (Marl-Sinsen –)* Recklinghausen Hbf – (Recklinghausen Süd –)* Wanne-Eickel Hbf – Gelsenkirchen Hbf – Essen Hbf – Mülheim (Ruhr) Hbf – Duisburg Hbf – Düsseldorf Flughafen – Düsseldorf Hbf * Halt nur einzelner Züge im Nachtverkehr Stand: Fahrplanwechsel Dezember 2023                                                               | 60 min                                           | DB Regio         |
| RE 6 (RRX)  | Rhein-Weser-Express: Köln/Bonn Flughafen – Köln Hbf – Dormagen – Neuss Hbf – Düsseldorf-Bilk – Düsseldorf Hbf – Düsseldorf Flughafen – Duisburg Hbf – Mülheim (Ruhr) Hbf – Essen Hbf – Wattenscheid – Bochum Hbf – Dortmund Hbf – Kamen – Hamm (Westf) Hbf – Heessen – Ahlen (Westf) – Beckum-Neubeckum – Oelde – Rheda-Wiedenbrück – Gütersloh Hbf – Bielefeld Hbf – Herford – Löhne (Westf) – Bad Oeynhausen – Porta Westfalica – Minden (Westf) Stand: Fahrplanwechsel Dezember 2023 | 60 min                                           | National Express |
| RE 11 (RRX) | Rhein-Hellweg-Express: Kassel-Wilhelmshöhe – Hofgeismar – Warburg (Westf) – Willebadessen – Altenbeken – Paderborn Hbf – Lippstadt – Soest – Hamm (Westf) Hbf – Kamen – Dortmund Hbf – Bochum Hbf – Wattenscheid – Essen Hbf – Mülheim (Ruhr) Hbf – Duisburg Hbf – Düsseldorf Flughafen – Düsseldorf Hbf Abschnitt Düsseldorf–Hamm entfällt aufgrund einer angespannten Personalsituation bis auf einzelne Fahrten. Stand: Februar 2025 | 60 min                                           | National Express |
| RE 14       | Emscher-Münsterland-Express: Zugteil 1: Borken (Westf) – Marbeck-Heiden – Rhade – Deuten – Hervest-Dorsten – Dorsten Zugteil 2: Coesfeld (Westf) – Reken-Maria Veen – Reken – Reken-Klein Reken – Lembeck – Wulfen (Westf) – Hervest-Dorsten – Dorsten Flügelung bzw. Wiedervereinigung: Dorsten – Feldhausen – Gladbeck-Zweckel – Gladbeck West – Bottrop Hbf – Essen-Borbeck – Essen West (nur Züge bis/ab Dorsten) – Essen Hbf Stand: Fahrplanwechsel Dezember 2023 | 60 min 30 min (Dorsten–Essen werktags)           | RheinRuhrBahn    |
| RE 16       | Ruhr-Lenne-Express: Essen Hbf – Wattenscheid – Bochum Hbf – Witten Hbf – Wetter (Ruhr) – Hagen Hbf – Hohenlimburg – Iserlohn-Letmathe – Letmathe-Dechenhöhle – Iserlohn Stand: Fahrplanwechsel Dezember 2023 | 60 min                                           | VIAS             |
| RE 42       | Niers-Haard-Express: Münster (Westf) Hbf – Münster-Albachten (stündlich) – Senden-Bösensell – Nottuln-Appelhülsen – Buldern – Dülmen – Sythen – Haltern am See – Marl-Sinsen – Recklinghausen Hbf – Recklinghausen Süd – Wanne-Eickel Hbf – Gelsenkirchen Hbf – Essen Hbf – Mülheim (Ruhr) Hbf – Duisburg Hbf – Rheinhausen – Krefeld-Uerdingen – Krefeld Hbf – Viersen – Mönchengladbach Hbf Stand: Fahrplanwechsel Dezember 2021 | 30 min (Münster–Essen) 60 min (Essen–M’gladbach) | DB Regio         |
| RE 49       | Wupper-Lippe-Express: Wesel – Friedrichsfeld (Niederrhein) – Voerde (Niederrhein) – Dinslaken – Oberhausen-Holten – Oberhausen-Sterkrade – Oberhausen Hbf – Mülheim (Ruhr)-Styrum – Mülheim (Ruhr) Hbf – Essen West – Essen Hbf – Essen-Steele – Essen-Kupferdreh – Velbert-Langenberg – Velbert-Neviges – Wuppertal-Vohwinkel – Wuppertal Hbf Stand: Fahrplanwechsel Dezember 2021 | 60 min (wochentags)                              | DB Regio         |
| RB 33       | Rhein-Niers-Bahn: Essen-Steele – Essen Hbf – Essen West – Mülheim (Ruhr) Hbf – Mülheim (Ruhr)-Styrum – Duisburg Hbf – Duisburg-Hochfeld Süd – Rheinhausen Ost – Rheinhausen – Krefeld-Hohenbudberg Chempark – Krefeld-Uerdingen – Krefeld-Linn – Krefeld-Oppum – Krefeld Hbf – Forsthaus – Anrath – Viersen – Mönchengladbach Hbf – Rheydt Hbf – Wickrath – Herrath – Erkelenz – Hückelhoven-Baal – Brachelen – Lindern – Geilenkirchen – Übach-Palenberg – Herzogenrath – Kohlscheid – Aachen West – Aachen Schanz – Aachen Hbf Stand: Fahrplanwechsel Juni 2022                                                                | 60 min                                           | DB Regio         |
| RB 40       | Ruhr-Lenne-Bahn: Essen Hbf – Essen-Kray Süd – Wattenscheid – Bochum Hbf – Witten Hbf – Wetter (Ruhr) – Hagen-Vorhalle – Hagen Hbf Stand: Fahrplanwechsel Dezember 2021 | 60 min                                           | DB Regio         |

### S-Bahn Rhein-Ruhr
| Linie | Fahrtverlauf | Takt |
| ----- | --- | --- |
| S 1   | Solingen Hbf – SG-Vogelpark – Hilden Süd – Hilden – D-Eller – D-Eller Mitte – D-Oberbilk – D-Volksgarten – Düsseldorf Hbf – D-Wehrhahn – D-Zoo – D-Derendorf – D-Unterrath – D-Flughafen – Angermund – DU-Rahm – DU-Großenbaum – DU-Buchholz – DU-Schlenk – Duisburg Hbf – MH-Styrum – Mülheim (Ruhr) Hbf – E-Frohnhausen – Essen West – Essen Hbf – E-Steele – E-Steele Ost – E-Eiberg – Wattenscheid-Höntrop – BO-Ehrenfeld – Bochum Hbf – BO-Langendreer West – BO-Langendreer – DO-Kley – DO-Oespel – DO-Universität – DO-Dorstfeld Süd – DO-Dorstfeld – Dortmund Hbf Stand: Fahrplanwechsel Dezember 2023 | 30 min 15 min (Essen–Dortmund wochentags) |
| S 2   | Dortmund Hbf – DO-Dorstfeld – DO-Wischlingen – DO-Huckarde – DO-Westerfilde – DO-Nette/Oestrich – DO-Mengede – Castrop-Rauxel Hbf – Herne – Wanne-Eickel Hbf – Gelsenkirchen Hbf – GE-Rotthausen – E-Kray Nord – Essen Hbf Stand: Fahrplanwechsel Dezember 2023 | 60 min |
| S 3   | Oberhausen Hbf – MH-Styrum – Mülheim (Ruhr) West – Mülheim (Ruhr) Hbf – E-Frohnhausen – Essen West – Essen Hbf – E-Steele – E-Steele Ost – E-Horst – BO-Dahlhausen – Hattingen (Ruhr) – Hattingen (Ruhr) Mitte Stand: Fahrplanwechsel Dezember 2023 | 30 min |
| S 6   | Essen Hbf – Essen Süd – E-Stadtwald – E-Hügel – E-Werden – Kettwig – Kettwig Stausee – Hösel – Ratingen Ost – D-Rath – D-Rath Mitte – D-Derendorf – D-Zoo – D-Wehrhahn – Düsseldorf Hbf – D-Volksgarten – D-Oberbilk – D-Eller Süd – D-Reisholz – D-Benrath – D-Garath – D-Hellerhof – Langenfeld-Berghausen – Langenfeld (Rheinland) – Lev.-Rheindorf – Lev.-Küppersteg – Leverkusen Mitte – Lev.-Chempark – K-Stammheim – K-Mülheim – K-Buchforst – K-Messe/Deutz – Köln Hbf – K-Hansaring – K-Nippes (– K-Geldernstr./Parkgürtel – K-Longerich – K-Volkhovener Weg – K-Chorweiler – K-Chorweiler Nord – K-Blumenberg – K-Worringen) Stand: Fahrplanwechsel Dezember 2023 | 20 min (werktags) 30 min (sonn-/feiertags, Essen–Düsseldorf auch samstags) Nippes–Worringen nur werktags 5–20 Uhr und sonn-/feiertags 11–21 Uhr |
| S 9   | Linienweg 1: Haltern am See – Marl-Hamm – Marl Mitte – GE-Hassel – GE-Buer Nord – Linienweg 2: Recklinghausen Hbf – Herten (Westf) – Hauptlinienweg: Gladbeck West – Bottrop-Boy – Bottrop Hbf – E-Dellwig Ost – E-Gerschede – E-Borbeck – E-Borbeck Süd – Essen West – Essen Hbf – E-Steele – E-Überruhr – E-Holthausen – E-Kupferdreh – Velbert-Nierenhof – Velbert-Langenberg – Velbert-Neviges – Velbert-Rosenhügel – Wülfrath-Aprath – W-Vohwinkel – W-Sonnborn – W-Zoologischer Garten – W-Steinbeck – Wuppertal Hbf – W-Unterbarmen – W-Barmen – W-Oberbarmen – W-Langerfeld – Schwelm West – Schwelm – Gevelsberg West – Gevelsberg-Kipp – Gevelsberg Hbf – Gevelsberg-Knapp – HA-Westerbauer – HA-Heubing – HA-Wehringhausen – Hagen Hbf Stand: Fahrplanwechsel Dezember 2023 | 60 min (je Linienast) 30 min (Gladbeck–Wuppertal) 60 min (Wuppertal–Hagen)                                                                      |

### Nahverkehr
Am Essener Hauptbahnhof liegt ein Knotenpunkt mehrerer Stadtbahnlinien, Straßenbahnlinien, Schnellbusse, Stadtbusse und Nachtlinien.
| Linie   | Fahrtverlauf | Takt (Mo–Fr) |
| ------- | --- | --- |
|         | GE-Horst, Buerer Straße – Schloss Horst – GE-Horst, Fischerstraße – E-Karnap, Alte Landstraße – Boyer Straße – E-Karnap, Arenbergstraße – E-Altenessen, Heßlerstraße – II. Schichtstraße – U Karlsplatz – U Altenessen Mitte – U Kaiser-Wilhelm-Park – U Altenessen Bf – U Bäuminghausstraße – U Bamlerstraße – U Universität Essen – U Berliner Platz – U Hirschlandplatz – U Essen Hbf – U Philharmonie – U Rüttenscheider Stern – U Martinstraße – U Messe Ost/Gruga – Essen, Messe West/Süd/Gruga | 10 min |
|         | E-Altenessen, U Karlsplatz – U Altenessen Mitte – U Kaiser-Wilhelm-Park – U Altenessen Bf – U Bäuminghausstraße – U Bamlerstraße – U Universität Essen – U Berliner Platz – U Hirschlandplatz – U Essen Hbf – U Bismarckplatz – U Planckstraße – Gemarkenplatz – Holsterhauser Platz (Klinikum) – Halbe Höhe – Laubenweg – E-Margarethenhöhe | 10 min |
|         | Essen, U Berliner Platz – U Hirschlandplatz – U Essen Hbf – U Bismarckplatz – Savignystraße/ETEC – Hobeisenbrücke – E-Frohnhausen, Wickenburgstraße – Mülheim (Ruhr), Rhein-Ruhr-Zentrum – Rosendeller Straße – U Eichbaum – U Heißen Kirche – U Mühlenfeld – U Christianstraße – U Gracht – U Von-Bock-Straße – U Mülheim (Ruhr) Hbf | 10 min |
| 101 106 | Borbeck Germaniaplatz – Bergeborbeck Leimgartsfeld – Bergeborbeck Bf – Helenenstraße – U Berliner Platz – U Rheinischer Platz – U Rathaus Essen – U Essen Hbf – Rüttenscheider Stern – Holsterhauser Platz – Hobeisenbrücke – Alfred-Krupp-Schule – Essen West – Helenenstraße Die Linie 101 verkehrt Borbeck → Helenenstraße → Hauptbahnhof → Rüttenscheid → Helenenstraße Die Linie 106 verkehrt Helenenstraße → Rüttenscheid → Hauptbahnhof → Helenenstraße → Borbeck                              | 10 min |
| 103     | Dellwig Wertstraße – Essen-Dellwig Bf – Gerschede – Borbeck Germaniaplatz – Borbeck Bf – Schloss Borbeck – Borbeck Süd Bf – Helenenstraße – U Berliner Platz – U Rheinischer Platz – U Rathaus Essen – U Essen Hbf | 10 min (nur abends) |
| 105     | Naturlinie 105: Frintrop Unterstraße (Stadtgrenze Oberhausen) – Bedingrade – Abzweig Aktienstraße – Borbeck Süd Bf – Helenenstraße – U Berliner Platz – U Rheinischer Platz – U Rathaus Essen – U Essen Hbf – Essen Süd – Bergerhausen – Rellinghausen Finefraustraße | 10 min |
| 107     | Kulturlinie 107: U Gelsenkirchen Hbf – U Heinrich-König-Platz – Gelsenkirchen Musiktheater – Gelsenkirchen-Feldmark – Essen-Katernberg – Zollverein Nord Bf – Abzw. Katernberg – Zollverein – Stoppenberg – U Viehofer Platz – U Rathaus Essen – U Essen Hbf (– U Philharmonie – U Rüttenscheider Stern – Rüttenscheid U Martinstraße – U Florastraße – Bredeney) nach Bredeney nur in der HVZ, diese Fahrten enden/beginnen am Abzweig Katernberg                                                    | 20 min (Gelsenkirchen–Hanielstr.) 10 min (Hanielstr.–Essen Hbf) 4/6 min (Abzw. Katernb.–Essen Hbf zur HVZ) 10 min (Essen Hbf–Bredeney zur HVZ) |
| 108     | Altenessen Bf – Höltestraße – Seumannstraße – Katzenbruchstraße – Am Freistein – U Viehofer Platz – U Rathaus Essen – U Essen Hbf – U Philharmonie – U Rüttenscheider Stern – Rüttenscheid U Martinstraße – U Florastraße – Alfredusbad – Kruppallee – Frankenstraße – Bredeney | 10 min |

Zu folgenden Buslinien kann am Hauptbahnhof umgestiegen werden. Die Busse verkehren als Schnellbusse, Nachtexpress und reguläre Stadtbusse auf über 20 Linien ab den Ausgängen des Essener Hauptbahnhofs.
| Linie | Verlauf | Takt (Mo–Fr)                                                                                     | Betreiber                   |
| ----- | --- | ------------------------------------------------------------------------------------------------ | --------------------------- |
| SB15  | Essen Hbf – Bergerhausen Huttropstr. – Annental – Lehmanns Brink – Überruhr-Holthausen – Burgaltendorf Burgruine | 10 min                                                                                           | Ruhrbahn                    |
| SB16  | Essen Hbf → Hollestr. – Rathaus Essen – Berliner Platz – Universität Essen – Essen-Bergeborbeck – Bottrop-Ebel – Bottrop Hbf – Bottrop ZOB Berliner Platz – Stadtwald Herzogstr. – Bottrop-Grafenwald – Kirchhellen Schulze-Delitzsch Str. – Bottrop-Kirchhellen, St. Antonius Hospital                                     | 20 min (Essen–Bottrop ZOB) 60 min (Bottrop ZOB–Kirchhellen)                                      | DB Rheinlandbus / Vestische |
| SB19  | Essen Hbf – Werdener Markt – Essen-Heidhausen – Velbert-Losenburg Kettwiger Str. – Velbert ZOB – Am Berg – Heiligenhaus Rathaus Fahrten, die am ZOB Velbert enden, werden als Linie SB66 bis Wuppertal Hbf durchgebunden.                                                                                                   | 30 min (Essen–Velbert) 60 min (Velbert–Heiligenhaus)                                             | DB Rheinlandbus / Rheinbahn |
| 145   | Essen-Haarzopf Erbach – Fulerum, Südwestfriedhof – Frohnhausen, Wickenburgstraße – Alfred-Krupp-Schule – Weststadt – Berliner Platz – Rathaus Essen – Essen Hbf – Rüttenscheid – Stadtwaldplatz – Heisingen Baldeneysee | 20 min (Erbach–Rath. Essen) 10 min (Rath. Essen–Heisingen) 5 min (Rath. Essen–Heisingen zur HVZ) | Ruhrbahn                    |
| 146   | Essen Hbf – Huttrop Feldhaushof – Frillendorfer Platz – Kray Mitte – Kray Nord Bf – Kray Mitte – Kray Süd Bf – Isinger Feld – Leithe Wackenberg | 5 min (Essen Hbf–Kray Nord) 20 min (Kray Nord–Leithe)                                            | Ruhrbahn                    |
| 154   | Essen-Beisen – Schonnebeck – Frillendorf Hubertstraße – Betriebshof Stadtmitte – Rathaus Essen – Essen Hbf – Huttropstraße – Bergerhausen – Annental Betriebshof Ruhrallee | 20 min                                                                                           | Ruhrbahn                    |
| 155   | Gelsenkirchen-Rotthausen Achternbergstraße – Schonnebeck – Frillendorf Hubertstraße – Betriebshof Stadtmitte – Rathaus Essen – Essen Hbf – Huttropstraße – Bergerhausen – Annental – Heisingen Rote Mühle – Kampmannbrücke – Kupferdreh                                                                                     | 20 min                                                                                           | Ruhrbahn                    |
| 166   | Essen-Dellwig Bf – Dellwig – Gerscheder Weiden – Bergeborbeck – Gewebepark M1 – Universität Essen – Berliner Platz – Bismarckplatz – Essen Hbf – Rathaus Essen – Frillendorfer Platz – Kray Eickenscheidt – Steele – Überruhr-Hinsel – Überruhr-Holthausen Klapperstr. – Burgaltendorf Burgruine – Hattingen-Niederwenigern | 20 min (Dellwig–Burgaltend.) 20/40 min (Burgaltend.–Niederwenigern)                              | Ruhrbahn                    |
| 196   | Bergeborbeck Hornbach – Hafenverwaltung – Vogelheim – Bergeborbeck Bf – Gewebepark M1 – Universität Essen – Berliner Platz – Rathaus Essen – Essen Hbf – Bismarckplatz – Alfred-Krupp-Schule – Frohnhausen, Wickenburgstraße – Betriebshof Schweriner Straße                                                                | 20 min                                                                                           | Ruhrbahn                    |
| NE1   | Essen Hbf – Rathaus Essen – Altenessen Bf – Altenessen Zeche Carl – Karlstraße – Essen-Karnap Boyer Straße – Essen-Karnap, Alte Landstraße – Gelsenkirchen-Horst, Essener Straße | 60 min                                                                                           | Ruhrbahn                    |
| NE2   | Essen Hbf – Rathaus Essen – Stoppenberg – Zollverein – Zollverein Nord Bf. – Essen-Katernberg | 60 min                                                                                           | Ruhrbahn                    |
| NE3   | Essen Hbf – Frillendorf Hubertstraße – Zeche Bonifacius → Kray Nord Bf → Kray Mitte → Kray Süd Bf → Rodenseelbrücke | 60 min                                                                                           | Ruhrbahn                    |
| NE4   | Essen Hbf – Frillendorfer Platz – Steele – Überruhr-Hinsel Sonderfeld – Lehmanns Brink (NE6) – Burgaltendorf Burgruine | 60 min                                                                                           | Ruhrbahn                    |
| NE5   | Essen Hbf – Huttrop – Steele – Steele Ost – Ruhrau – Hörsterfeld | 60 min                                                                                           | Ruhrbahn                    |
| NE6   | Essen Hbf – Essen Süd – Rellinghausen – Lehmanns Brink (NE4) – Holthausen Bf – Kupferdreh | 60 min                                                                                           | Ruhrbahn                    |
| NE7   | Essen Hbf – Rüttenscheid – Stadtwaldplatz – Heisingen Baldeneysee | 60 min                                                                                           | Ruhrbahn                    |
| NE8   | Essen Hbf – Philharmonie – Rüttenscheider Stern – Rüttenscheid Martinstraße – Florastraße – Bredeney – Werden – Werdener Markt – Essen-Heidhausen – Velbert-Losenburg Klinikum Niederberg – Birth – Am Berg – Velbert ZOB                                                                                                   | 60 min                                                                                           | Ruhrbahn / Rheinbahn        |
| NE9   | Essen Hbf – Holsterhauser Platz – Margarethenhöhe – Hatzper Straße | 60 min                                                                                           | Ruhrbahn                    |
| NE10  | Essen Hbf – Am Waldthausenpark – Berliner Platz – Weststadt – Alfred-Krupp-Schule – Frohnhausen, Gervinusstr. – Wickenburgstr. – Rhein-Ruhr-Zentrum Süd – Fulerum – Haarzopf, Erbach | 60 min                                                                                           | Ruhrbahn                    |
| NE11  | Essen Hbf – Rathaus Essen – Berliner Platz – Helenenstraße – Borbeck Süd Bf – Abzweig Aktienstraße – Bedingrade – Frintrop Unterstraße – Oberhausen-Neue Mitte Oberhausen – Ziesakplaza – Theater/Ebertbad – Oberhausen Hbf                                                                                                 | 60 min                                                                                           | Ruhrbahn / STOAG            |
| NE12  | Essen Hbf – Goldschmidtstr. – Rathaus Essen – Berliner Platz – Helenenstraße – Bergeborbeck Bf – Borbeck Germaniaplatz – Gerschede – Essen-Dellwig – Gerschede – Borbeck Bf | 60 min                                                                                           | Ruhrbahn                    |
| NE13  | Essen Hbf – Philharmonie – Rüttenscheider Stern – Rüttenscheid Martinstraße – Alfredbrücke – Messe Essen/Gruga – Messe West/Süd/Gruga – Sommerburgstr. – Schuir – Schwimmbad Kettwig – Gewerbegebiet Kettwig – (Kettwiger Markt →) Kettwig                                                                                  | 60 min                                                                                           | Ruhrbahn                    |
| NE16  | Essen Hbf – Am Waldthausenpark – Berliner Platz – Universität Essen – Essen-Bergeborbeck – Gerscheder Weiden – Bottrop-Ebel – Bottrop Hbf – Bottrop ZOB Berliner Platz | 60 min                                                                                           | Ruhrbahn                    |

## Geschichte

### Anfänge der Bahnstrecke
Am 1. März 1862 ging ein Teilstück der Bahnstrecke Witten/Dortmund–Oberhausen/Duisburg der ehemaligen Bergisch-Märkischen Eisenbahn-Gesellschaft zwischen Bochum und Mülheim an der Ruhr in Betrieb. Im Zuge dessen wurde auch der bis 1897 so genannte Bahnhof Essen BM (BM für Bergisch-Märkische Eisenbahn-Gesellschaft) als Vorgänger des Essener Hauptbahnhofes eröffnet. Der Stadtverordnete Martin Wilhelm Waldthausen setzte dabei durch, dass der Bahnhof südlich nahe der Stelle des ehemaligen Kettwiger Tors errichtet wurde. Er war nicht der erste Bahnhof in Essen. Bereits 1846 ging der für damalige Verhältnisse abseits gelegene Bahnhof Berge-Borbeck (seit 1914 Essen-Bergeborbeck) als erster Bahnhof auf heutigem Essener Stadtgebiet in Betrieb. Im Jahr 1847 wurde der zu dieser Zeit bedeutende Bahnhof Essen CM (CM für Cöln-Mindener Eisenbahn-Gesellschaft, heute Bahnhof Essen-Altenessen) an der Bahnstrecke Duisburg–Dortmund (Teil ihrer Stammstrecke Köln-Minden) in Betrieb genommen.

### Zwei Vorgängergebäude

#### Empfangsgebäude von 1862

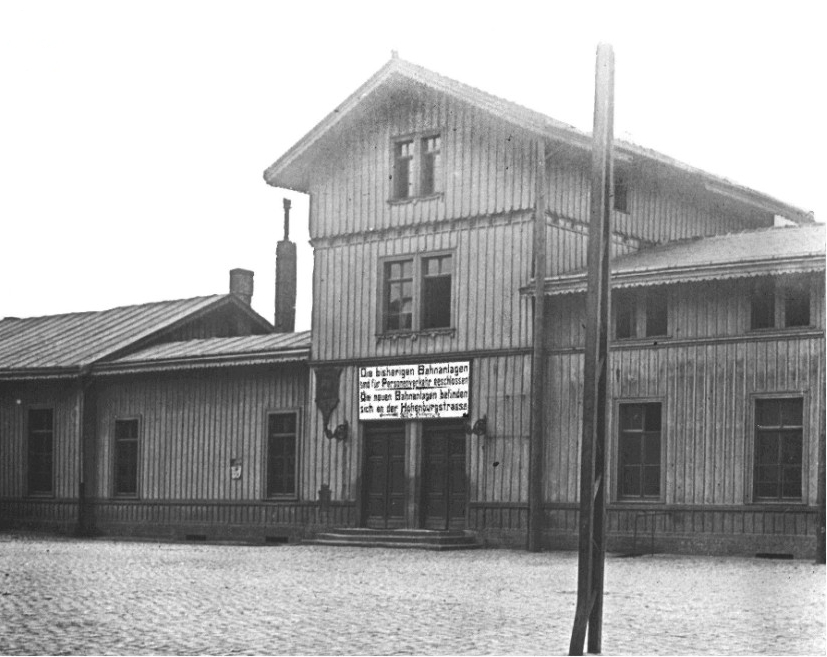
Bahnhof Essen BM 1862–1897, Vorläufer des ersten Hauptbahnhofes

Das erste Bahnhofsgebäude des noch Essen BM genannten Bahnhofs auf Höhe der heutigen Hachestraße, ein teils holzverschalter Fachwerkbau aus dem Jahre 1862, war der rasant wachsenden Stadt Essen während der Zeit der Industrialisierung im ausgehenden 19. Jahrhundert nicht gewachsen und wurde 1897 geschlossen. Der provisorische Anbau langer Holzhallen an die Bahnhofsüberdachung und das Errichten kleiner Hilfsgebäude brachte für die ansteigende Personenbeförderung keine nennenswerte Verbesserung.
Ebenfalls im Jahr 1897 eröffnete die Essener Bahnhofsmission, die damit zu den ältesten in Deutschland gehört.
Noch kreuzten die Gleisanlagen per Schranke die Kettwiger Straße. Am 15. Juni 1899 wurde der hochgelegte, niveaufreie Gleisüberbau in Betrieb genommen, und damit die Kettwiger Straße kreuzungsfrei darunter hindurch geführt.

#### Empfangsgebäude von Fritz Klingholz

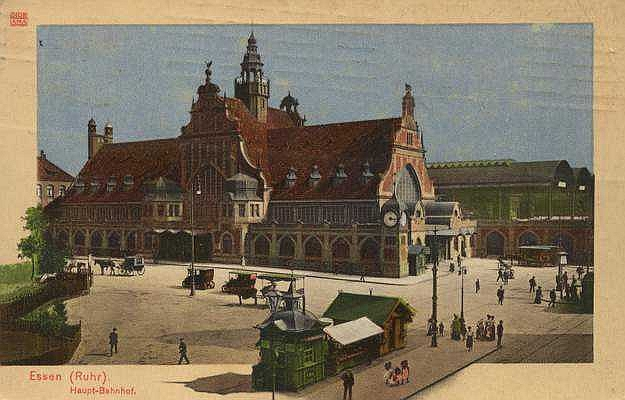
Ansichtskarte des 1902 eröffneten Bahnhofs, 1910

Bei der Umgestaltung für einen kreuzungsfreien Eisenbahnverkehr wurde das hölzerne Bahnhofsgebäude durch ein repräsentatives Empfangsgebäude nach Plänen des Architekten Fritz Klingholz und Teilentwürfen anderer Architekten ersetzt und unter der Leitung des preußischen Baubeamten Alexander Rüdell errichtet. Weiterführende Arbeiten stammten von der Königlichen Eisenbahndirektion Essen, für die Planung der Eisenkonstruktionen war Ministerialdirektor Schroeder verantwortlich. Zwischen 1897 und 1905 wurde der Bahnhof von Essen BM in seine heutige Bezeichnung Essen Hauptbahnhof umbenannt, wobei die Bergisch-Märkische Eisenbahn-Gesellschaft bereits 1886 aufgelöst und verstaatlicht worden war.
Das neue Empfangsgebäude bestand bis auf die Umfassungsmauern im Wesentlichen aus einer Stahlkonstruktion, die im Innern an Decken und Wänden frei sichtbar war. Grund für diese Bauweise war die Furcht vor Bergschäden durch den Steinkohlenbergbau in Essen, die bei einem reinen Massivbau schnell ein irreparables Ausmaß hätten erreichen können. Nur die Umfassungswände der Seitenschiffe, die Giebelabschlüsse und die Querwände der Mittelhalle waren gemauert. Diese Außenwände waren mit roten Ziegeln verblendet, die Gliederungen bestanden aus Lautereckener Sandstein. Die sich durchdringenden Satteldächer waren mit Falzziegeln gedeckt, der große Dachreiter mit Kupferblech verkleidet. Der an der Nordwestecke des Gebäudes befindliche Uhrturm hatte ein beleuchtetes Zifferblatt. Das Gebäude im Stil der Neorenaissance mit neogotischen Elementen trug in erster Linie seiner Funktion als Verkehrsbauwerk Rechnung. Alle Wege für Reisende und Gepäck befanden sich auf einer Ebene, wobei ein Personentunnel zu den Bahnsteigen führte. Ein- und Ausgangsbereich im Empfangsgebäude waren klar voneinander getrennt. Die Wartesäle, mit einem Damen- und einem Nichtraucherzimmer ausgestattet, lagen im östlichen Gebäudeflügel, wobei die Wände des Wartesaals für die erste und die zweite Wagenklasse zwei Meter hoch mit rotbraunen und dunkelgrünen Fliesen, und der für die dritte und vierte Klasse mit dunkelgelben Ziegeln verkleidet waren. Für die Bahnhofswirtschaft war dieser Gebäudeflügel unterkellert. Ebenso gab es unter der Mittel- und der Schalterhalle, die sich im westlichen Gebäudeflügel befand, Keller. Die Mittel- oder Haupthalle lag auf einem quadratischen Grundriss von 18,42 Meter Seitenlänge. Eine von außen erreichbare Treppe an der Gebäude-Ostseite führte zum Ober- und zum ausgebauten Dachgeschoss, die beide dem Bahnwirt gehörten. Darüber erreichte die Treppe auch den Dachboden.
Der Bahnsteig an Gleis 1 besaß ein eigenes Bahnsteigdach. Die zwei Inselbahnsteige hingegen wurden von einer zweischiffigen Bahnhofshalle überspannt, deren Konstruktion von dem Stahlbau-Unternehmen August Klönne in Dortmund stammte. Diese Halle war 130 Meter lang, 10,7 Meter hoch und wurde von Bogenbindern mit einer Stützweite von 21,33 Metern auf gusseisernen Säulen im Abstand von 8,6 Metern getragen. Ein weiterer, südlicher Bahnsteig besaß ein rechtwinklig zum Gleis angeordnetes Tonnendach.
Die Fertigstellung des gesamten Bahnhofs erfolgte im Dezember 1902. Am Bahnsteig gab es mit dem Telegraphenamt eine Zweigstelle der Hauptpost und auf dem nördlichen Bahnhofsvorplatz einen Halteplatz für Droschken. Um 1930 wurde die Unterführung der Kettwiger Straße um einen Brückenbogen verbreitert.

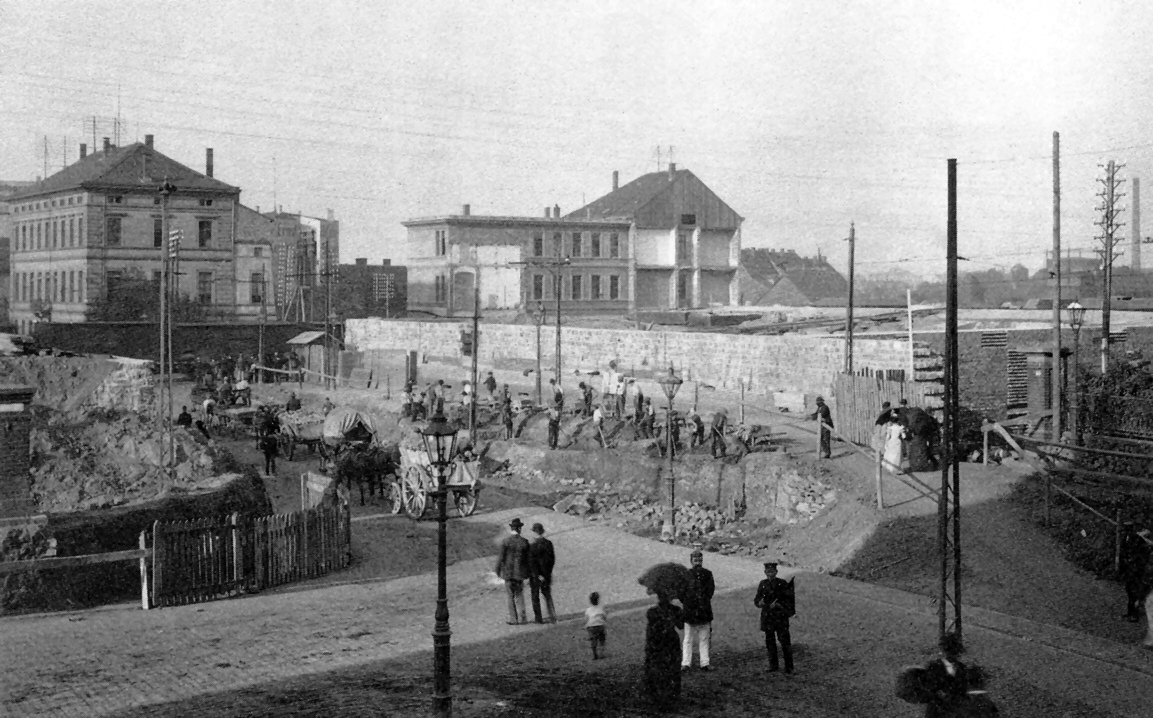
Blick von der Freiheit: Die Unterführung des Bahnhofs entstand vor 1900 durch niveaufreien Gleisüberbau
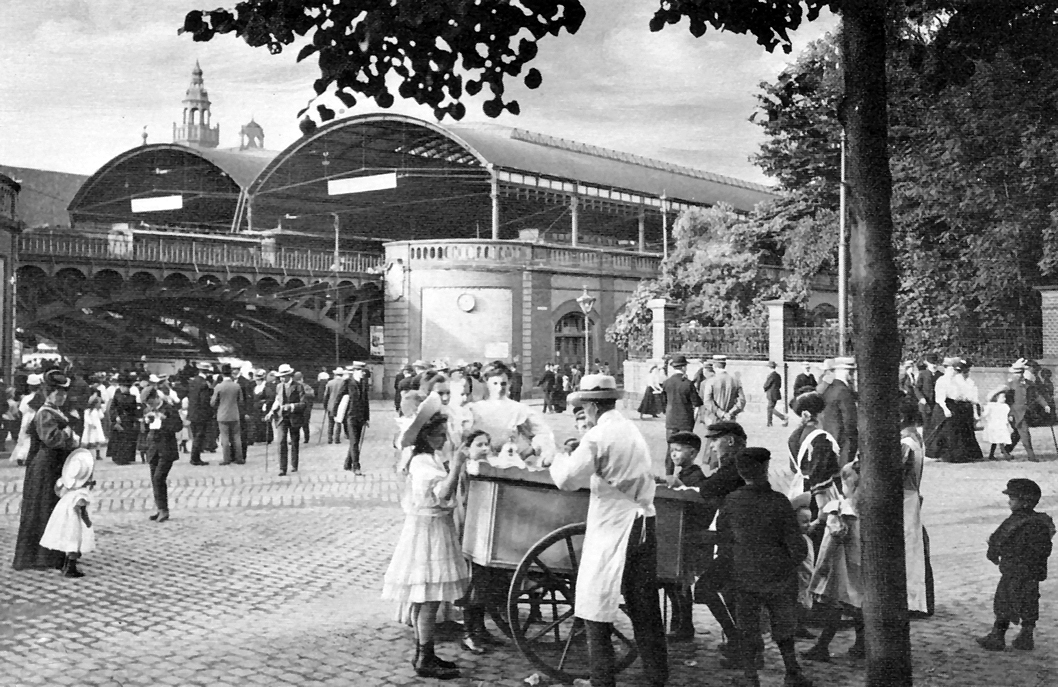
Gleicher Blick mit fertiggestellter Bahnhofsanlage um 1910
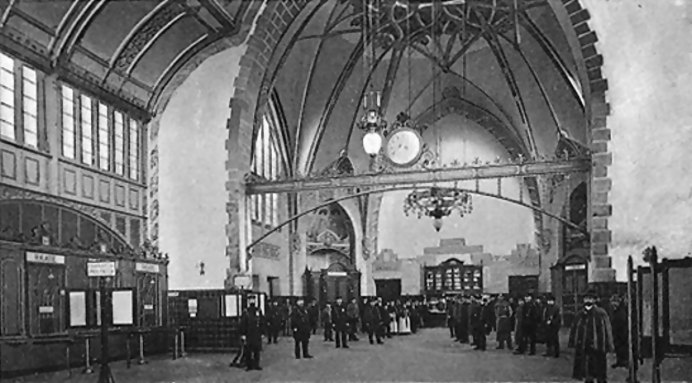
Blick von der Schalterhalle zur Mittelhalle um 1905
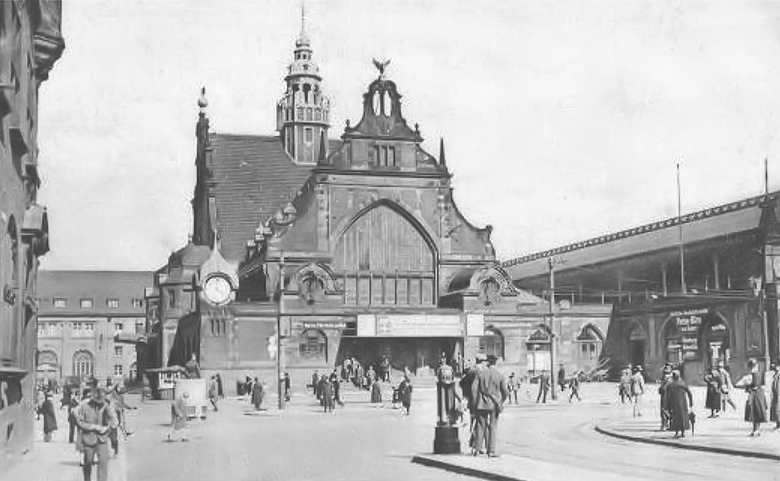
Ansicht von Westen mit Uhrturm um 1916
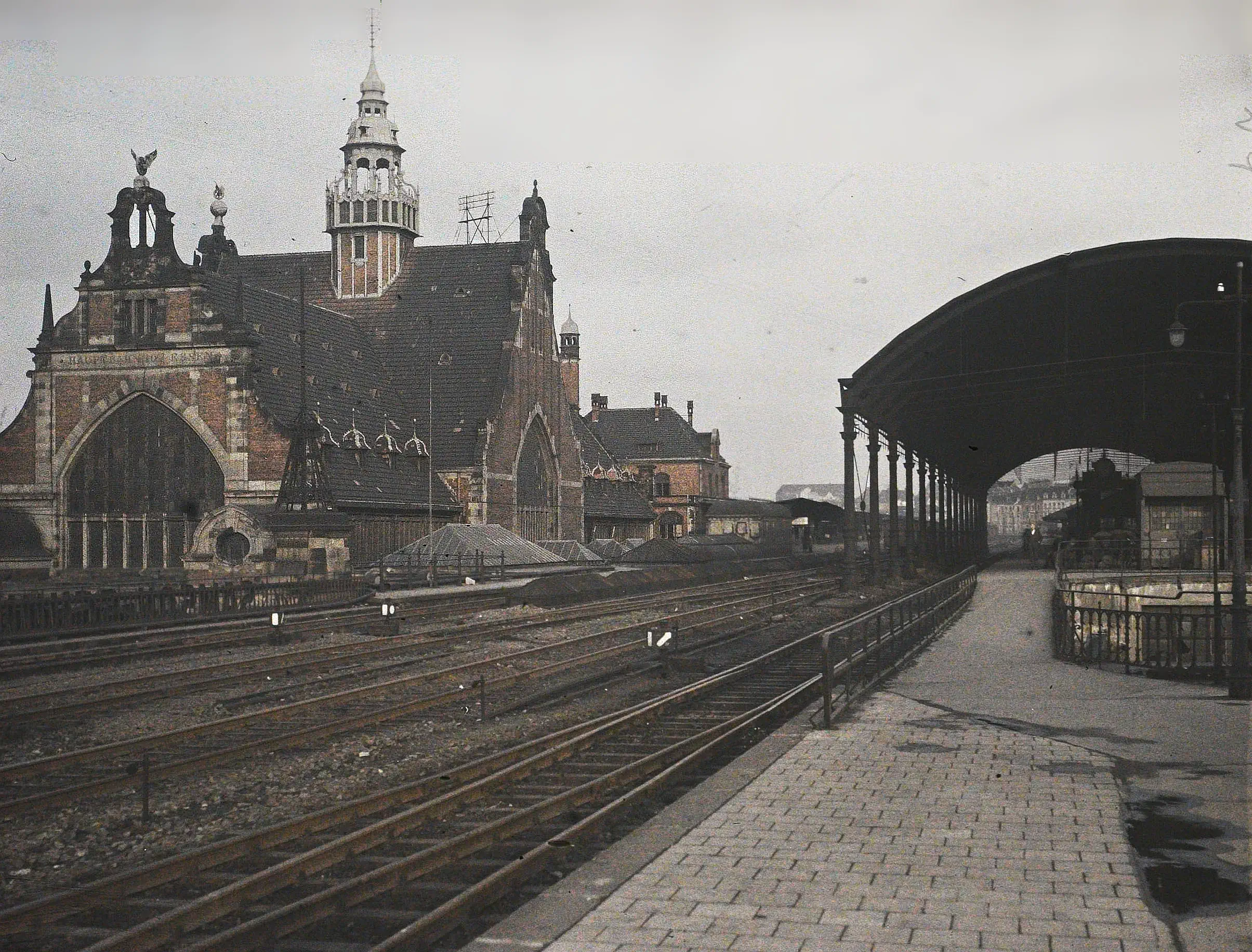
Bahnsteig und Empfangsgebäude 1923
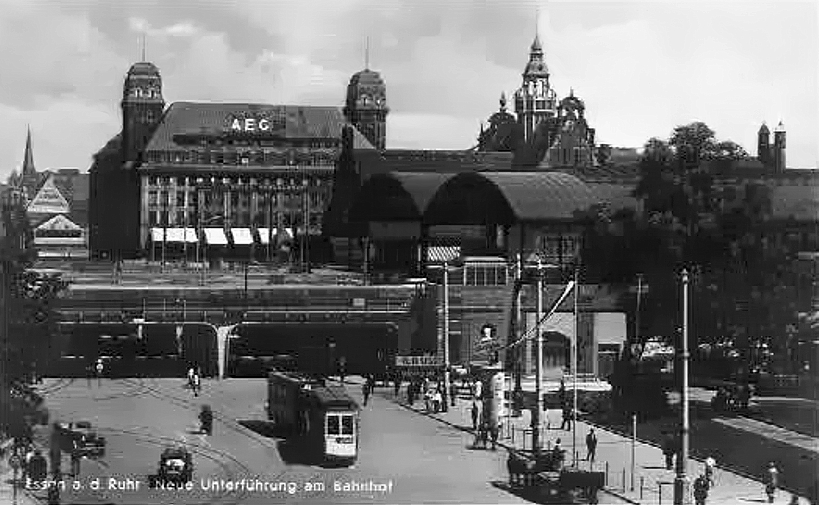
Ansicht von Süden nach 1932, nachdem die Unterführung verbreitert worden war

### Erster Weltkrieg
Zum Ausbruch des Ersten Weltkrieges kamen im August 1914 viele Truppentransportzüge durch den Hauptbahnhof und fuhren in Richtung Westen zur Front. Die Züge hielten kurz, wobei die Soldaten Erfrischungen erhielten.
Im Hauptbahnhof war durch das Rote Kreuz eine Hilfsstelle eingerichtet worden, die die Ankommenden der Lazarettzüge in Empfang nahm. Es gab zwei Lazarettzüge, die zwischen 1914 und 1918 zwischen der Westfront und dem Ruhrgebiet pendelten, um Verwundete in die Heimat zu bringen. Mit rund 300 Verletzten traf der erste Zug am 30. August 1914 im Essener Hauptbahnhof ein. Bis Kriegsende erreichten so etwa 150.000 Verwundete Essen. Der Zug mit dem Namen Julius von Waldthausen, benannt nach einem Mitglied einer eingesessenen Essener Patrizierfamilie, hatte 25 Waggons, gezogen von einer Preußischen P 8.
Die Nagelfigur Schmied von Essen des Berliner Bildhauers Ludwig Nick (1873–1936) wurde am 25. Juli 1915 in einem vom Essener Architekten Edmund Körner entworfenen Pavillon auf dem Bahnhofsvorplatz aufgestellt. Die Figur galt als Symbol der Spendenfreudigkeit im Ersten Weltkrieg. Jeder, der einen Geldbetrag zahlte, konnte in den Schmied oder in eine der Seitentafeln einen eisernen, silbernen oder goldenen Nagel einschlagen. Auf einer Tafel stand: Auf Volk von Essen! Schlagt mit kräftigem Hieb ihr Hammermeisterenkel, Nägel ein, und hämmert in den Kriegsschild alle Liebe und allen Zorn des Deutschen Volkes hinein. Das Relief des Schmieds gelangte nach dem Krieg in den Stadtgarten und schließlich 1934 als Teil eines Leuchtbrunnens in den Grugapark, wo es im Zweiten Weltkrieg den Bomben zum Opfer fiel.

### Ruhrbesetzung

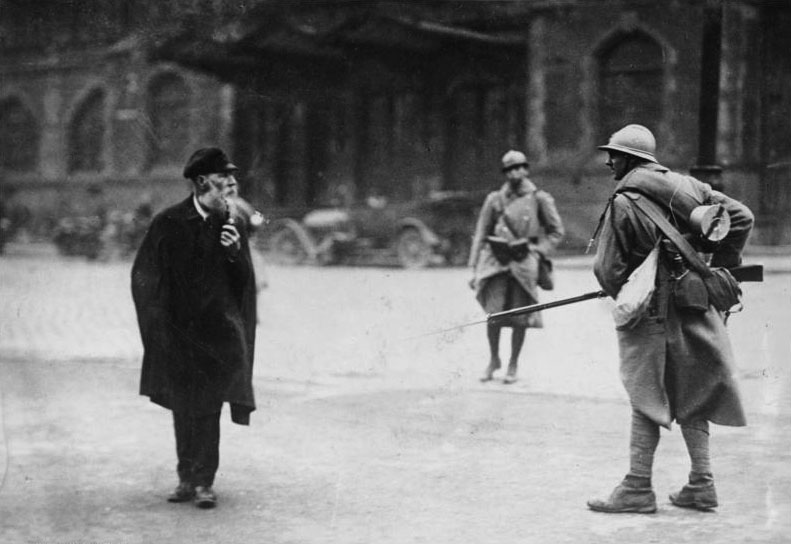
Franzosen während der Ruhrbesetzung 1923 vor dem Hauptbahnhof

Nach der Ruhrbesetzung brachte ein Sonderzug am 1. August 1925 sechs Hundertschaften der Polizei zurück nach Essen. Sie waren 1923 durch die Franzosen ausgewiesen worden und taten ihren Dienst in Münster und Gleiwitz. Eine Menschenmenge hatte die heimgekehrten Polizisten am Hauptbahnhof empfangen und in einem Triumphzug nach Rüttenscheid zu deren Unterkunft an der Lührmannstraße begleitet.

### Zweiter Weltkrieg
Im Zweiten Weltkrieg fanden vom Essener Hauptbahnhof und vom Bahnhof Segeroth zusammen neun Transporte statt, die insgesamt etwa 1200 Essener Juden in Vernichtungslager nach Osteuropa brachten. Ziel des ersten Zuges mit rund 200 Menschen war das Ghetto Litzmannstadt, weitere acht fuhren unter anderem zum KZ Auschwitz-Birkenau und zum KZ Theresienstadt. Überlebt hat das kaum jemand. Diese Züge fuhren zwischen dem 27. Oktober 1941 und dem 9. September 1943 in Essen ab. Hinter bewaffneten Posten wurden diese Transporte am helllichten Tage unter den Augen anderer Reisender durchgeführt und der restliche Bahnverkehr dafür nicht unterbrochen.
Wie alle Bahnhofsmissionen war auch die im Essener Hauptbahnhof während des Zweiten Weltkriegs verboten worden.
Durch die Bombardierung durch die Alliierten in den Jahren 1944 und 1945 wurde das Bahnhofsgebäude von Fritz Klingholz, genauso wie die zweischiffige Bahnhofshalle zerstört.

### Nachkriegszeit, Wiederaufbau
In der Nachkriegszeit wurde der Hauptbahnhof im typischen Stil der 1950er Jahre wieder aufgebaut. Die Architekten Kurt Rasenack und Bernd Figge waren maßgeblich daran beteiligt. Bezeichnend für diesen Neubau war, dass die am 15. November 1959 fertiggestellte Empfangshalle nicht mehr vor, sondern unter den Gleisanlagen liegt. Den westlichen Flügel des Nordeinganges zierte eine charakteristische, gläserne Caféhaus-Rotunde, in der sich anfangs das Bahnhofs-Café und zuletzt ein Reisebüro befand. Ein nach oben geschwungenes Dach ließ eine gewisse Lichtdurchflutung der Empfangshalle vom Nordeingang her zu. Dieses wurde allerdings später durch ein größeres, vorgebautes gerades Dach ersetzt. Deshalb, und durch weiteren nachträglichen Einbau von Geschäften, verringerte sich die einstige Großzügigkeit und Offenheit des Bahnhofs.
Nach 1945 wurde die im Krieg verbotene Bahnhofsmission neu organisiert und befand sich zunächst in einer kleinen Kaue auf dem Bahnsteig 4 (West). Sie kümmerte sich überwiegend um zurückkehrende Soldaten und Vertriebene. Am 28. September 1953 trafen die ersten Heimkehrer aus sowjetischer Gefangenschaft im Essener Hauptbahnhof ein. Zudem kam aus dem Osten eine hohe Anzahl an Arbeitssuchenden ins Ruhrgebiet, was dazu führte, dass von 1956 bis 1960 am Bahnhof Essen-Altenessen eine Zweigstelle der Bahnhofsmission eingerichtet wurde.

### Umbau 2008 bis 2010

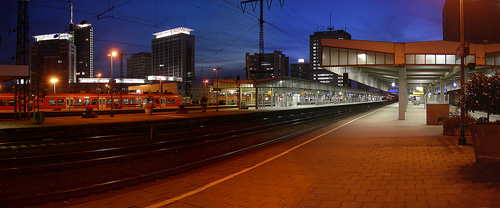
Teil der Gleisanlagen 2007
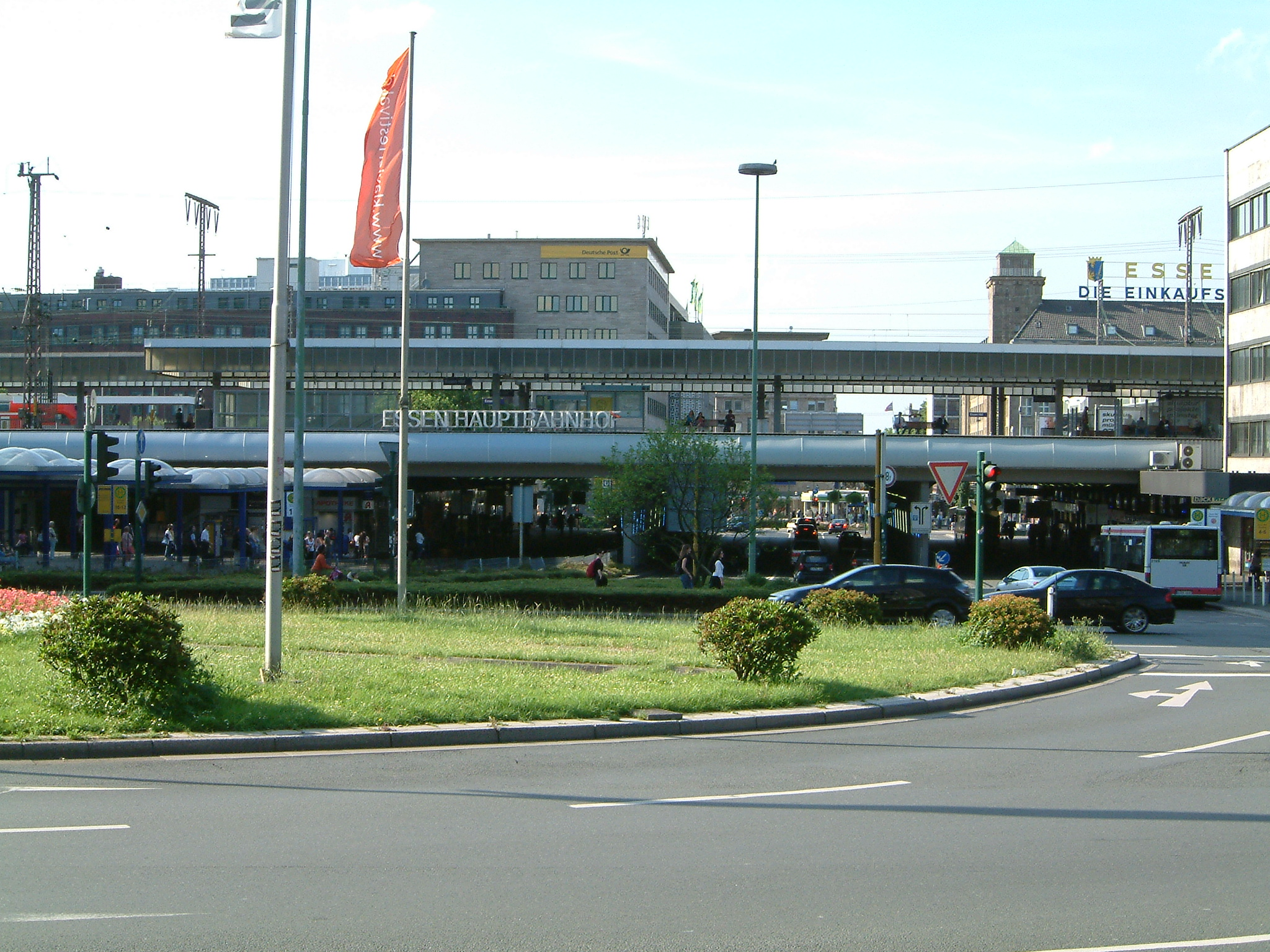
Südeingang 2007
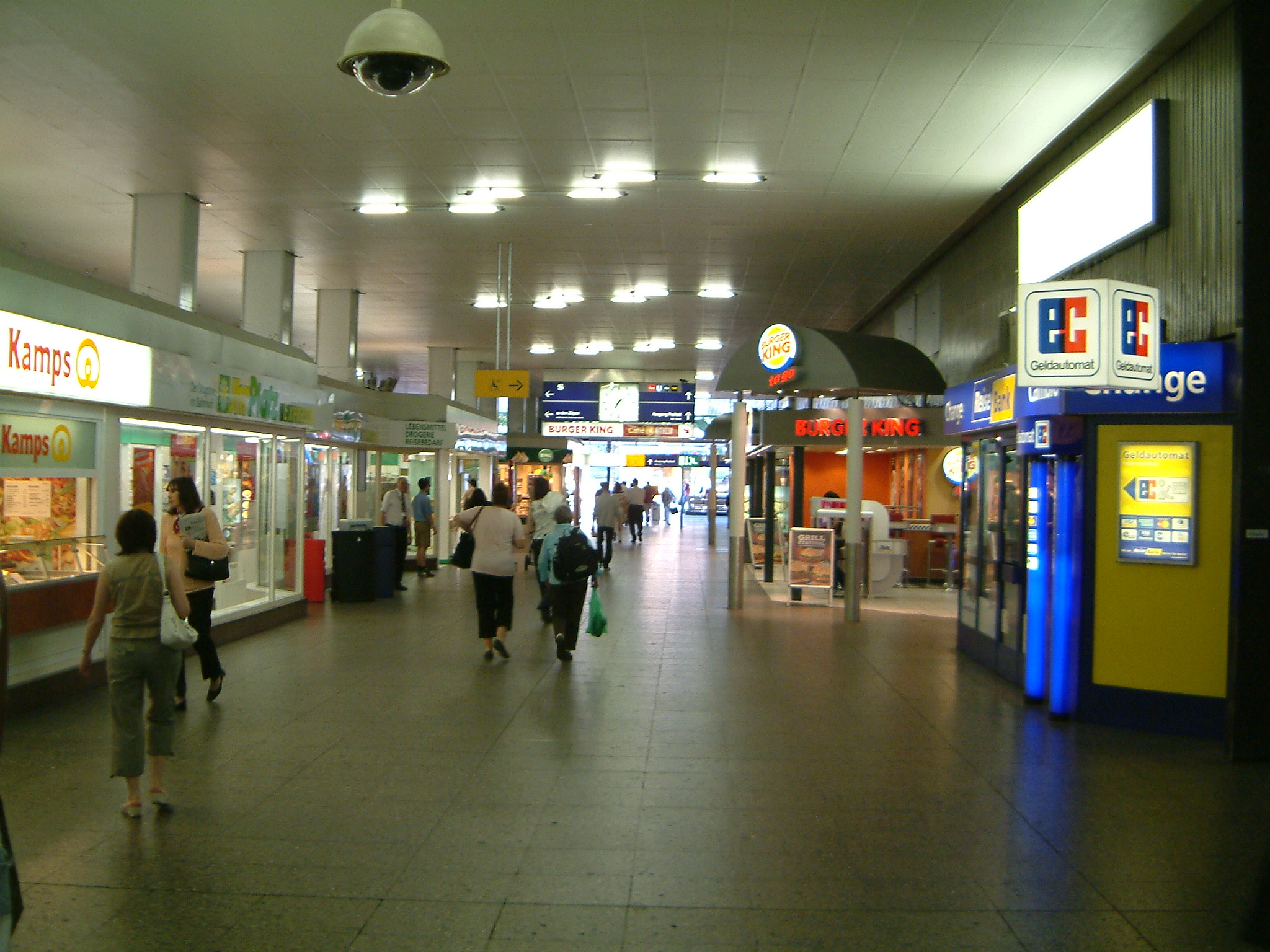
Empfangshalle 2007
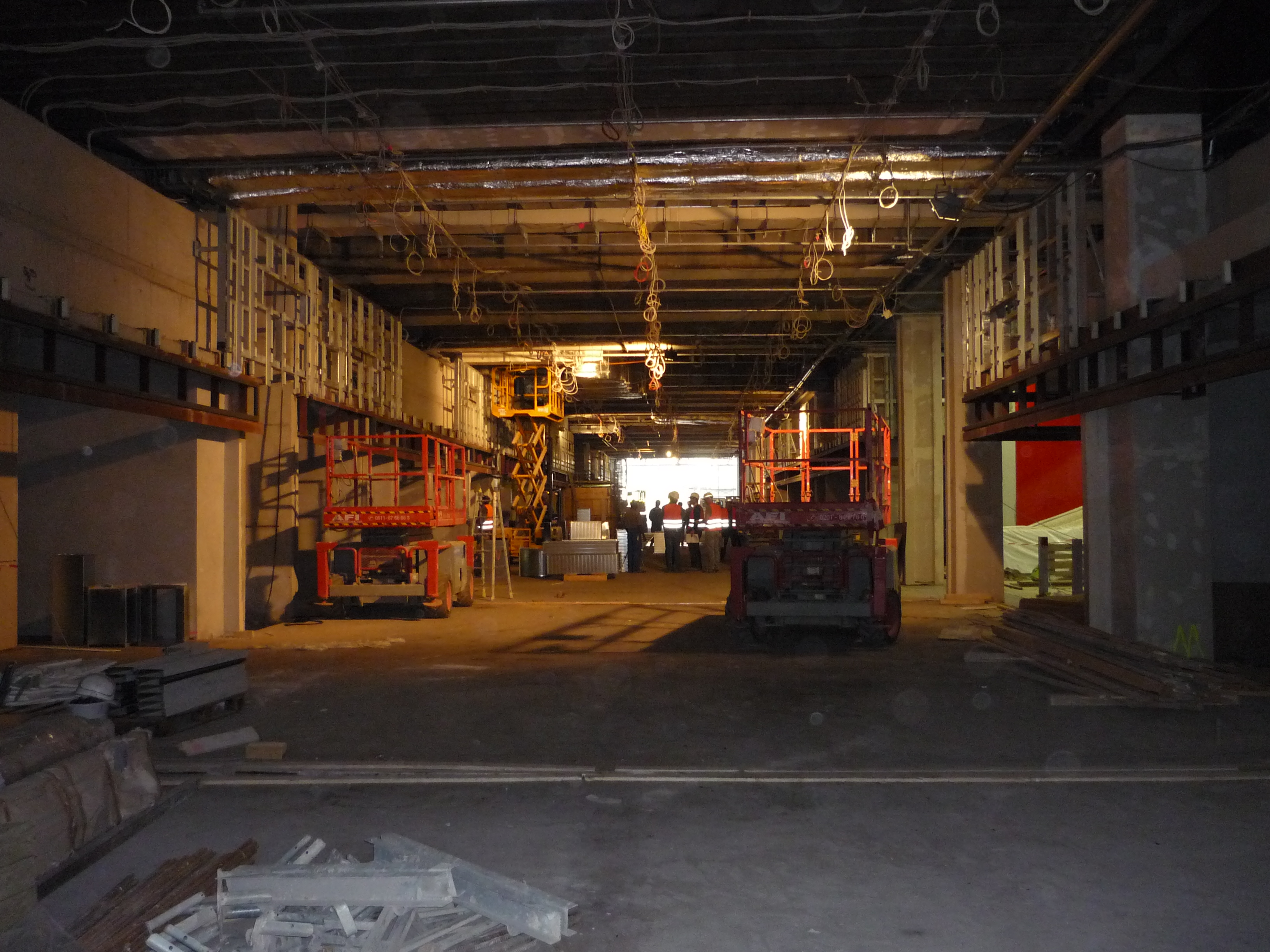
Empfangshalle im Umbau – September 2009

Der erste Spatenstich zu diesem Umbau war im September 2008. Zuvor galt der Essener Hauptbahnhof als insgesamt eng und baufällig. Da ihm nur wenige Ausdehnungsmöglichkeiten eingeräumt wurden, erwog man zwischenzeitlich eine Verlegung in den Bereich des Bahnhofs Essen West. Dieser Plan wurde aber wieder revidiert. Stattdessen fand eine kostengünstigere Renovierung und Modernisierung des bestehenden Bahnhofes statt. Dazu war ein NRW-Förderpaket angedacht, das insgesamt 350 Millionen Euro für die fünf Städte Essen, Duisburg, Dortmund, Münster und Wuppertal vorsah. Im Juli 2007 hätte dann die DB Station & Service AG die ersten Arbeiten ausschreiben wollen.
Das tatsächliche Sanierungsvorhaben wurde aber kein Paket für mehrere Städte, sondern betraf nur den Essener Hauptbahnhof. Nicht zuletzt aufgrund des Zeitdruckes, den Umbau spätestens bis zur Mitte des Kulturhauptstadtjahres 2010 fertiggestellt zu haben, erhielt Essen den Zuschlag zur Sanierung. Die einstige Finanzierungslücke von 18 Millionen Euro wurde gemeinsam von Bund, Land und der Bahn geschlossen. Von den Gesamtkosten von rund 57 Millionen Euro übernahmen der Bund 35 Millionen Euro, das Land Nordrhein-Westfalen 5,1 Millionen Euro und die Bahn knapp 17 Millionen Euro. Zusätzlich investierte die damalige Essener Verkehrs-AG (EVAG) knapp 5,3 Millionen Euro.
Am 11. Februar 2008 begann die Essener Verkehrs-AG, die etwa einhundert Meter lange, 1977 entstandene Passage zwischen dem ab 1994 so genannten Willy-Brandt-Platz und der Straße Freiheit im 1. Untergeschoss umzubauen. Dabei ersetzte sie die elektrischen Anlagen nach neuen Brandschutzbestimmungen und modernisierte die Lüftung. Außerdem wurden neue Ladenlokale gebaut. Vom 11. August bis zum 21. November 2008 war der Durchgang zur Innenstadt gesperrt und wurde dann modernisiert und zunächst noch unvollständig wiedereröffnet. Der U-Bahnhof war in der Zeit jedoch über die Zugänge an der Straße Freiheit erreichbar, was auch nach wie vor der Fall ist.
Für den eigentlichen Bahnhof ist die gesamte Bahnhofshalle entkernt worden um 5700 Quadratmeter Einzelhandelsfläche zu schaffen. Die Fassaden wurden erneuert und der Hauptdurchgang verbreitert. Der südliche Eingangsbereich erhielt zwei gläserne Pavillons, in denen nun das Reisezentrum der Bahn und das Kundenzentrum der Ruhrbahn untergebracht sind. Die ehemalige gläserne Caféhaus-Rotunde wurde 2009 abgerissen und durch einen rechteckigen, ebenfalls gläsernen Anbau ersetzt, der aktuell durch das Schnellrestaurant McDonald’s genutzt wird. Zu den Bahnsteigen entstanden fünf barrierefreie Zugänge mit Aufzügen. Ebenso wurden die Bahnsteigbeläge und -dächer saniert sowie die Beschallung und Beleuchtung erneuert. Die Bahnhofsmission erhielt am Warteplatz der Taxen an der Nordseite, außerhalb des Empfangsgebäudes, ein größeres Büro. Dort ist auch eine „Kids-Lounge“ für allein reisende Kinder eingerichtet worden.
Während der Bauarbeiten konnte die Bahnhofshalle seit September 2008 nicht genutzt werden. Sie wurde am 21. Dezember 2009 wieder für die Öffentlichkeit freigegeben. Die offizielle Eröffnung fand am 16. Januar 2010 in Anwesenheit von Bundesverkehrsminister Peter Ramsauer, Nordrhein-Westfalens Ministerpräsident Jürgen Rüttgers und Bahn-Chef Rüdiger Grube statt. Die Bahnsteige waren während der Umbauphase der Empfangshalle nur über die im West- (Bahnhofsunterführung/Freiheit) und Osttunnel (Nebeneingang gegenüber dem Haus der Technik) befindlichen Treppenaufgänge erreichbar. Außerdem verlegte die Essener Verkehrs-AG die Haltestellen der Busse von der Straßen-Bahnhofsunterführung in den Bereich des Nord- und Südausgangs. Am 12. April 2010 eröffnete die damalige Essener Verkehrs-AG (heute Ruhrbahn) ihr 7,8 Millionen Euro teures Kundencenter am Südeingang. Auf dessen Dach befindet sich eine Photovoltaikanlage, die bis zu 23.300 Kilowattstunden Strom pro Jahr erzeugen kann. Des Weiteren wurden die beiden Fußgängerunterführungen im Osten und Westen, sowie der Fernbusbahnhof im Süden erneuert. Außerdem wurden die Plätze nördlich und südlich des Bahnhofes umgebaut. Seit Oktober 2011 ist auch der zwecks Einbau eines Liftes zwischenzeitlich gesperrte Osttunnel wieder zugänglich.